# Exilio de Perón

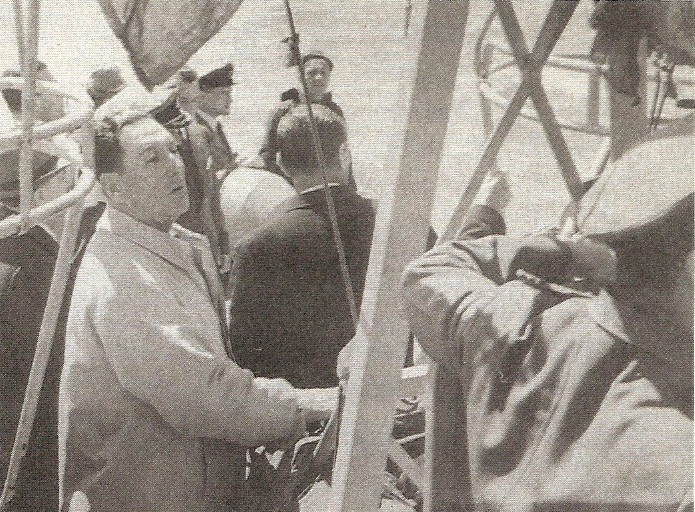
Perón sube a un buque de la Armada Paraguaya, en el cual partiría al exilio.

El expresidente Juan Domingo Perón estuvo exiliado de la Argentina desde pocos días después de su derrocamiento en septiembre de 1955 hasta el 17 de noviembre de 1972, cuando regresó brevemente luego de ser autorizado por la dictadura gobernante. El 5 de febrero de 1973 la dictadura volvió a prohibir el ingreso de Perón a la Argentina. La prohibición caducó definitivamente el 25 de mayo de 1973 al asumir el gobierno democrático presidido por Héctor J. Cámpora, durante el cual Perón regresó definitivamente el 20 de junio de 1973, estableciendo su residencia en el país. Durante todo ese período Perón estuvo proscripto para presentarse como candidato a cargos electivos. Levantada la proscripción en 1973, se presentó como candidato a presidente de la Nación en las elecciones del 23 de septiembre de 1973, en las que triunfó con un apoyo del 62% de los votos, falleciendo unos meses después en ejercicio de la presidencia, el 1 de julio de 1974.
Durante su exilio estuvo asilado en Paraguay, Panamá, Nicaragua, Venezuela, República Dominicana y España; en este último país pasó doce de los casi dieciocho años que estuvo exiliado, mayormente en una quinta ubicada en cercanías de Puerta de Hierro en Madrid, lugar que se constituiría en un punto clave de la política argentina en ese tiempo. La adopción durante su gobierno de una "tercera posición" no alineada con Estados Unidos ni con la Unión Soviética en la Guerra Fría, equidistante tanto de individualismo extremo como del colectivismo comunista, limitó las opciones de Perón a la hora de definir un país donde pudiera radicarse y en el que su vida no estuviera en peligro.
Durante la casi totalidad de su exilio, la actuación política de Perón en la Argentina y hasta pronunciar su nombre estuvo completamente prohibida, los gobiernos intentaron inculcar a la población un pensamiento "antiperonista", mientras que el peronismo como movimiento político tuvo también vedada su actuación y participación electoral. Adicionalmente, Perón había sido objeto de varios intentos de asesinato y atentados por parte de agentes de la dictadura. Perón intentó volver al país en 1964, pero el presidente Arturo Illía lo impidió solicitando a la dictadura militar gobernante en Brasil que lo detuviera y lo enviara de regreso a España. La lucha por la vuelta de Perón al país se convirtió en una causa popular de la Resistencia peronista (1955-1973).

## Antecedentes

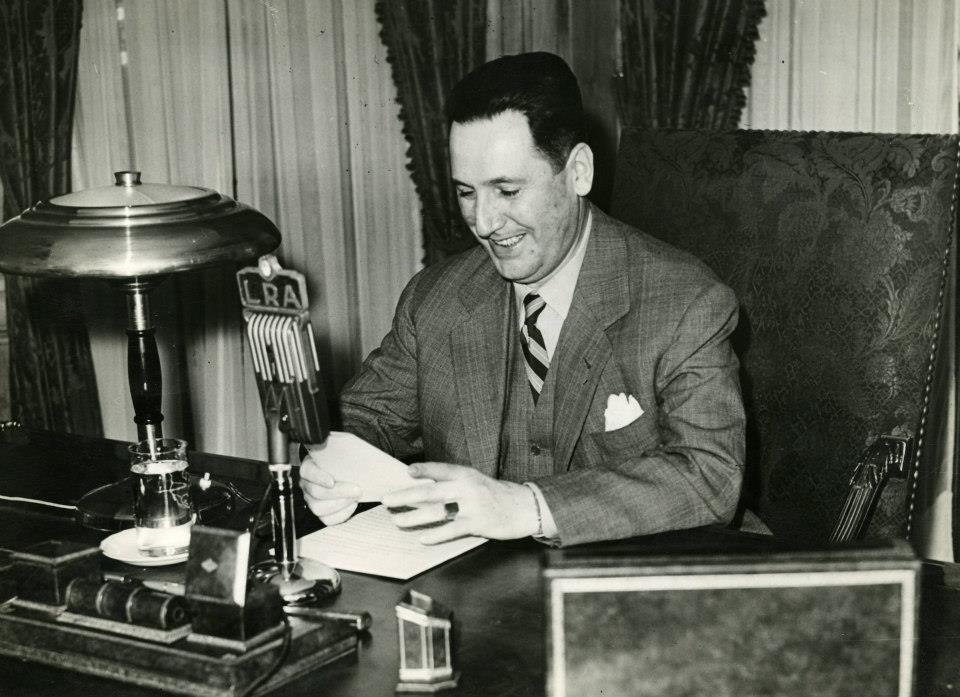
El presidente Perón

Juan Domingo Perón, nacido en 1895, fue un militar profesional argentino, que hasta los 47 años de edad hizo una carrera sin prácticamente ninguna actividad política, excepto por su participación como subordinado en el golpe de Estado de 1930. 
En la década de 1930 escribió varios libros y fue designado profesor de Historia Militar en la Escuela Superior de Guerra. Estuvo destinado en la Patagonia, dos años como agregado militar en Chile y fue enviado por el Ejército dos años a Europa, principalmente Italia, para obtener información sobre las perspectivas de la inminente Segunda Guerra Mundial. Al volver en enero de 1941, informa que a su criterio las potencias del Eje perderían la guerra. La conducción del Ejército desechó el informe suponiendo que estaba influido por la propaganda comunista y Perón fue destinado como director del Centro de Instrucción de Montaña en Mendoza, donde entabla amistad con el general Edelmiro Farrell. En enero de 1942 alcanzó el rango de coronel.
Relativamente culto, de carácter extrovertido, de maneras amables y con una casi permanente sonrisa en el rostro, no se le conocía ideología alguna hasta principios del año 1943, cuando se unió al GOU, una logia militar secreta formada por nacionalistas y liberales. El GOU tuvo un papel importante en el golpe de Estado de junio de ese año, que derrocó al último de una serie de gobiernos conservadores tan desprestigiados por su corrupción, su fraude electoral, su sumisión al extranjero y la pobreza de las clases obreras que su época es conocida como la Década Infame.
Al producirse la Revolución del 43 en junio, Perón no ocupa ningún cargo jerárquico. Su amigo, el general Farrell, quien fuera designado en el estratégico Ministerio de Guerra, lo lleva como su secretario privado. Poco después, a través de otro amigo, el teniente coronel Domingo Mercante, Perón toma contacto con los principales dirigentes sindicales socialistas y sindicalistas revolucionarios y entabla con ellos una alianza que lo impulsa para obtener la Dirección Nacional del Trabajo, una repartición menor desde la cual amplió su influencia siendo sucesivamente designado secretario de Trabajo, ministro de Guerra y vicepresidente de la Nación. Durante este período, Perón desarrolló sus ideas políticas, mostrándose especialmente permeable a proyectos, ideas y formas discursivas de orígenes diversos como el sindicalismo, el socialismo, el nacionalismo defensivo, el radicalismo yrigoyenista, el liberalismo democrático y el cristianismo humanista. Sus opositores sostuvieron que adhería al fascismo italiano y al comunismo.
Sus medidas en favor de los obreros y los sindicatos generaron una corriente de simpatizantes a su favor que, tras una gran manifestación el 17 de octubre de 1945, se transformó en corriente política: el peronismo. Con el apoyo de tres partidos creados para ello, y que luego se unirían en el Partido Peronista, Perón fue elegido presidente y asumió el mando del país el 4 de junio de 1946. Entre uno y otro acontecimiento, Perón se casó con María Eva Duarte, conocida como Eva Perón o Evita y fue ascendido al rango de general.
Su gobierno se caracterizó por grandes avances en los derechos laborales y civiles, un crecimiento económico moderado pero sustentable, un gran esfuerzo en el desarrollo de la tecnología y la infraestructura, un marcado tinte nacionalista en lo económico y político, y el esfuerzo –principalmente canalizado a través de la Fundación Eva Perón, dirigida por la primera dama– en paliar los sufrimientos de los más necesitados. La reforma constitucional de 1949 pretendió consolidar los avances en cuanto a las "tres banderas" históricas del peronismo: la justicia social, la libertad económica y la soberanía política. En contraste, su gobierno mantuvo vicios autoritarios de la vida política de la época expresados en restricciones a la libertad de prensa y la persecución política. La oposición acusó al gobierno peronista de ser un régimen fascista, se opuso frontalmente a casi todas las iniciativas del gobierno, y llegó en algunos casos a utilizar métodos terroristas y causar masacres.
En 1951 Perón ganó con amplitud su reelección en elecciones no cuestionadas por la oposición y poco después falleció Evita. En 1953 un atentado terrorista antiperonista en Plaza de Mayo asesinó a siete personas dejando más de cien heridos. A fines de 1954 se produjo un enfrentamiento con la Iglesia católica que catalizó a la oposición en contra del peronismo. El resultado fue un intento de asesinar a Perón que derivó en una masacre mediante el bombardeo de la Plaza de Mayo, con más de trescientos muertos y, en septiembre de 1955, en un golpe de Estado exitoso, que alcanzó a controlar gran parte de la Argentina. Perón prefirió evitar un baño de sangre y renunció marchando al Paraguay. El país se sometía a la autoridad del jefe del golpe de Estado, general Eduardo Lonardi.

## Partida al exilio

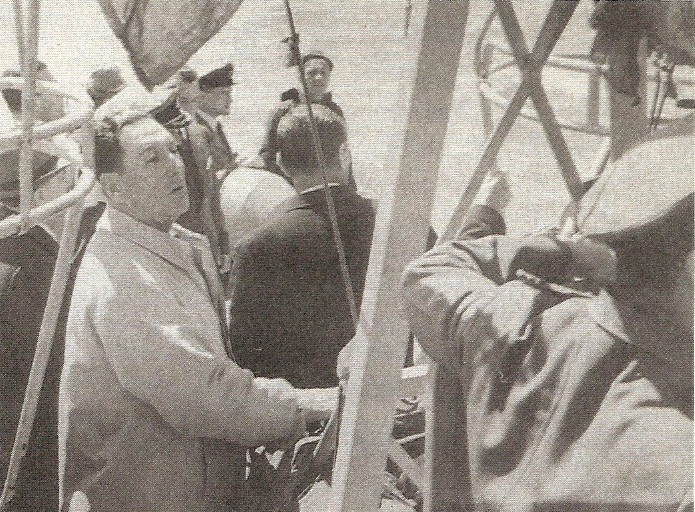
Perón a bordo de la cañonera Paraguay.

En la mañana del 20 de septiembre, la junta militar que había pretendido asumir el gobierno tras la caída de Perón –y que no fue reconocida ni por este ni por los jefes golpistas– envió un comunicado al presidente Perón a través de su ayudante, el mayor Máximo Alfredo Renner: se le informaba que había aceptado su renuncia al cargo de presidente de la Nación y que debería dejar el país. Ante el riesgo cierto de ser atacado por los comandos civiles, Perón reaccionó rápidamente y se dirigió a la residencia del embajador del Paraguay en Buenos Aires, Juan Chávez. La elección de esa embajada se debió a que, el año anterior, el gobierno paraguayo del general Alfredo Stroessner le había conferido la ciudadanía paraguaya y le había reconocido el rango de general paraguayo, en agradecimiento a la devolución de los trofeos paraguayos capturados en la Guerra de la Triple Alianza aún en poder de la Argentina. Apenas llegado a la embajada, con un escaso equipaje y acompañado por Chávez y los mayores Renner e Ignacio Cialceta, se subió a un automóvil que lo llevó al puerto. Aún era de mañana cuando, al embarcarse en la cañonera Paraguay, perteneciente a la Armada Paraguaya, abandonó formalmente su país.
Fue recibido a bordo con los honores correspondientes a un general del Ejército Paraguayo y se alojó en el camarote del capitán del buque. Este estaba amarrado en el puerto de Buenos Aires debido a que se le estaban realizando reparaciones. Su principal actividad durante estos días fue escribir notas, que más tarde aprovechará para varios de sus libros.
El embajador regresó a Buenos Aires e inició una serie de contactos con los líderes golpistas, exigiendo las garantías necesarias para proteger la cañonera y al propio Perón, en vista de las furiosas bandas de antiperonistas lanzadas a destruir cualquier símbolo del gobierno caído. Al menos consiguió que la Prefectura Naval montase guardia frente a la cañonera.
El 23 de septiembre juró como presidente de facto el general Eduardo Lonardi, que ordenó disolver el Congreso, todas las autoridades provinciales y la Corte Suprema de Justicia. Poco después, una unidad de infantería de marina se apostó frente a la cañonera, lo que obligó a los marineros de ésta a reforzar las guardias, y al capitán a alejar el buque del muelle.
Tras las garantías dadas por el dictador Lonardi al presidente Perón, este se trasladó a otra cañonera paraguaya, la Humaitá. Pero el nuevo gobierno rechazó toda posibilidad de que Perón se trasladara al Paraguay por vía fluvial, para no despertar simpatías ni causar ataques al buque.
El 3 de octubre, un hidroavión Consolidated PBY Catalina arribó al puerto de Buenos Aires procedente de Asunción y acuatizó junto a la Humaitá, donde fue abordado por Perón, que estaba acompañado por el canciller de la dictadura, Mario Amadeo, quien regresó al puerto antes del despegue. El hidroavión llegó a Asunción unas cinco horas más tarde, acompañado por un avión en que salió a recibirlo el general Stroessner. Perón tardaría más de diecisiete años en volver a la Argentina.

## En Paraguay
En una primera etapa Perón permaneció un mes en Paraguay. Al llegar a Asunción, se alojó en la casa del empresario argentino Ricardo Gayol, radicado hacía muchos años en el Paraguay. Al día siguiente ofreció la primera entrevista periodística en el exilio, a un enviado de United Press International, en las que afirmaba haber sido derrocado por una «reacción oligarco-clerical» y su confianza en la fuerza del peronismo. El mismo día en que se publicaron esas declaraciones en la prensa, el depuesto vicepresidente Alberto Teisaire lanzaba una serie de acusaciones contra Perón, haciéndolo responsable de su propio derrocamiento, y al mismo tiempo lo acusaba de «cobarde y vergonzosa deserción frente al adversario».
El 12 de octubre se formó un Tribunal de Honor del Ejército Argentino para juzgar la conducta de Perón, presidido por el general Carlos von der Becke, e integrado además por los generales Juan Carlos Bassi, Víctor Jaime Majó, Juan Carlos Sanguinetti y Basilio Pertiné; enjuiciado en ausencia y condenado por supuestos delitos que habrían sido cometidos durante su presidencia por un tribunal especial, dispuesto por las autoridades de la dictadura que lo había depuesto.
La elección de acudir al Paraguay no fue casual: el 16 de agosto de 1954 Perón le había devuelto al pueblo paraguayo los trofeos de guerra capturados durante la Guerra de la Triple Alianza (1864-1870), en que Argentina, junto con Uruguay y el Imperio del Brasil, devastaron a la nación guaraní gobernada por el Mariscal Francisco Solano López. Tras este gesto histórico, el gobierno paraguayo le otorgó a Perón el grado honorario de general de división del Ejército del Paraguay. 
La demora del gobierno de facto encabezado inicialmente por Eduardo Lonardi en nombrar Canciller ante quien tramitar el asilo, así como también la presión del ala más extremista de la dictadura que pretendía asesinar a Perón hundiendo la cañonera fueron algunos de los factores que postergaron la partida.
El 8 de octubre, día de su cumpleaños, recibió a dos periodistas para hacer declaraciones sobre la situación argentina. Al despedirse del segundo un periodista de la NBC, lo invitó a visitarlo cuando regresara a Buenos Aires. El periodista le preguntó cómo haría para concretar ese regreso, a lo que Perón respondió: «¿Yo? Nada en absoluto... Todo lo harán mis enemigos.» El 8 de octubre, Perón cumple 60 años y los festeja junto al pueblo paraguayo. Según Gayol, más de 3000 personas pasaron ese día por su casa para saludarlo.
El 17 de octubre, por presión de la dictadura argentina, Perón fue arrestado y trasladado a Villarrica, a una casa de campo cerca del pueblo.
El golpe de Estado, el exilio, las persecuciones y encarcelamiento masivo de los cuadros peronistas, produjeron una situación de aislamiento de Perón y de fragmentación del movimiento, a la que este buscó dar una respuesta desde un primer momento, creando una red de comandos en el exilio, ubicados en los países limítrofes, en contacto con los grupos de militantes en la clandestinidad dentro de Argentina, conectados mediante cartas y visitas personales.
La red de comandos permitió iniciar un proceso de  acciones en oposición a la dictadura que tomó el nombre de la Resistencia peronista. Los Comandos estuvieron muy activos los primeros tres años del  exilio de Perón.
El primer comando surgió a raíz de la visita a Perón en Villarrica que le hiciera Florencio Monzón, un exdirector de escuela, cesanteado por peronista, cuya esposa, Olga Gliozzi, había sido senadora provincial. Perón les asignó la tarea de radicarse en Chile y formar allí un comando, amparado por María de la Cruz, senadora nacional y dirigente del Partido Agrario Laborista chileno.
Mientras tanto, en Buenos Aires el Tribunal de Honor dictaminó que Perón había cometido una amplia gama de delitos que incluía el de incitación a la violencia, quema de la bandera nacional, ataques a la religión católica y estupro –acusándolo de mantener una relación con Nelly Rivas, a la sazón menor de edad– y recomendó que se lo degradara y se le prohibiera el uso del uniforme. Posteriormente el general Lonardi firmó un decreto aprobando y poniendo en ejecución esas recomendaciones.
La Cancillería de la dictadura argentina realizó una nueva protesta ante el gobierno paraguayo, señalando que la actividad desplegada por Perón dando entrevistas violaba los términos del asilo. A causa del reclamo, las autoridades guaraníes deciden trasladar al General a la quinta del empresario Rigoberto Caballero, a escasos kilómetros de la localidad de Villa Rica (a 175 km de Asunción). Las presiones políticas comenzarían a generar las condiciones para la partida de Perón: esta vez sería hacia Centroamérica.
Poco después, Perón decidió aceptar una invitación del dictador de Nicaragua, Anastasio Somoza, para visitar ese país; se rumoreaba que sicarios enviados desde la Argentina intentarían asesinarlo y Stroessner, por su parte, estaba cada vez más incómodo con la presencia de Perón. De modo que el 2 de noviembre, Perón partió en un avión de la presidencia paraguaya hacia Nicaragua.

## Panamá y Nicaragua
Perón arribó a Panamá el 9 de noviembre de 1955 tras un largo vuelo con varias escalas. Al llegar se entrevistó con el presidente Ricardo Arias. En ese entonces el Canal de Panamá –y un gran zona aledaña– se encontraba bajo jurisdicción de Estados Unidos, que de hecho controlaba el país entero. 
Luego de pasar un día en la capital, Perón se trasladó a la ciudad de Colón, invitado por José Dominador Bazán, alcalde de Colón y simpatizante del peronismo, quien lo declaró huésped ilustre de la ciudad. Se alojó en el Hotel Washington, ubicado en el área estadounidense. El gobierno panameño por su parte le asignó una custodia de la Guardia Nacional comandada por Omar Torrijos, futuro presidente de Panamá.
Su situación era muy precaria: apenas podía pagar su alojamiento y comida diaria, andaba armado ante la inminencia de un atentado y vivía bajo vigilancia de la Agencia Central de Inteligencia (CIA); su propio secretario, Victorio Radeglia, era un doble agente de la KGB rusa y la CIA. La presencia de Perón en un hotel bajo control de los Estados Unidos generaba perplejidad al gobierno militar argentino, que tenía desplegados comandos para asesinarlo.
Leía de todo, hasta altas horas de la madrugada, sobre todo de medicina; dormía siesta, se cocinaba con delantal, planchaba su ropa y escuchaba música; practicaba varios deportes, y sobresalía en el boxeo; por ello solía asistir a veladas boxísticas en la Arena de Colón. Aparentemente allí concluyó el libro que había empezado a escribir en Asunción: La fuerza es el derecho de las bestias. No obstante, el libro no sería publicado hasta el año siguiente en Santiago de Chile, y hasta el año 1958 en Montevideo.
A fines de diciembre de 1955 Perón conoció a María Estela Martínez, apodada por su nombre de confirmación, Isabelita, que formaba parte de un grupo musical que actuó el 23 de diciembre. Isabel deslumbró a Perón, quien decidió contratarla como su secretaria privada y poco después formar pareja con ella, para finalmente casarse en España.
En Panamá un comando ordenado por la dictadura denominada Revolución Libertadora fue enviado al Hotel Washington con el objetivo de matar a Perón. El atentado fue descubierto por la Guardia Nacional panameña, originando una grave crisis diplomática con Argentina.
Mientras tanto, en la Argentina, el 13 de noviembre de 1955 Lonardi había sido  derrocado por el ala más antiperonista de la dictadura. Asumió el poder el general Pedro Eugenio Aramburu, que intervino la totalidad de los sindicatos y la CGT,
El 22 de noviembre de 1955, por orden de Aramburu, el cadáver de Eva Perón fue secuestrado, ultrajado y hecho desaparecer. El 5 de marzo de 1956 emitió el Decreto Ley 4161 de 1956 de "desperonización", por el cual se declaraba disuelto y fuera de la ley al Partido Peronista, y se castigaban con penas de cárcel acciones tales como cantar la marcha peronista, utilizar cualquier emblema del Partido, exhibir imágenes de Perón o de Eva Perón, e incluso mencionar en público o en privado sus nombres. Poco tiempo después, una proclama militar abolió la reforma constitucional de 1949, restaurando la Constitución Nacional de 1853 con la aclaración que "El Gobierno Provisional de la Nación ajustará su acción a la Constitución que se declara vigente por el art. 1° en tanto y en cuanto no se oponga a los fines de la Revolución enunciados en las Directivas Básicas del 7 de diciembre de 1955".
El exilio en Panamá hacía más difícil el contacto para organizar una respuesta a la dictadura. Perón recurrió entonces a las cartas:

En Panamá... escribía y escribía (…) He pasado hasta quince horas por día escribiendo. Las cartas fueron mis emisarios. He hecho grandes esfuerzos soportando el calor, y bajo él, como bajo una lápida hirviente, trabajaba duro. Había quedado desconectado de los muchachos. Pero, poco a poco, volvimos a comunicarnos con eficacia.
Juan Domingo Perón.

En los primeros meses de 1956 se habían establecido grupos orgánicos de exiliados en todos las países fronterizos con Argentina –Chile, Bolivia, Paraguay, Uruguay y Brasil– y también en Venezuela, México, Cuba, Italia, Alemania, España, Líbano, Siria, así como núcleos de contacto en Washington, Madrid, Berlín y La Habana. Los responsables de los comandos fronterizos fueron Claudio Adiego Francia y Fernando García Della Costa en La Paz y Alberto Iturbe en Cochabamba (Bolivia); Eduardo Colom en Montevideo (Uruguay); Armando Méndez San Martín y Modesto Spachessi en Río de Janeiro (Brasil); Francisco Luco y John Cooke -desde su fuga- en Santiago (Chile) y Agustín Puentes en Asunción (Paraguay). Cada uno de los Comandos debían encargarse de organizar las acciones de resistencia en las regiones argentinas cercanas.
Presionado por EEUU, Perón dejó Colón el 27 de febrero de 1956 y se mudó a la  Ciudad de Panamá, alojándose en un departamento de tres ambientes en el edificio Lincoln, sin ascensor.
En marzo de 1956 Perón envió por correo su primera Directiva para reorganizar el peronismo, recomendando establecer en Argentina «círculos de amigos» con quienes «simpatizan con nosotros», manteniendo la comunicación, para «darles por lo menos la sensación de que no funcionan aisladamente, sino dentro de una organización mayor". En esas "Directivas Generales para todos los Peronistas", se mostraba de acuerdo con el derecho a resistir la dictadura, e instaba a «no dar tregua a la tiranía. El trabajo a desgano, el bajo rendimiento, el sabotaje, la huelga, el paro, el desorden, la lucha activa por todos los medios y en todo lugar debe ser la regla. Sin esta preparación la revolución social no será posible a corto plazo, porque la tiranía sólo caerá por este medio.»
En la clandestinidad se formaron grupos de militantes que conformaron lo que se conoce como la Resistencia peronista: boicots y sabotajes a las empresas en que trabajaban, bombas de escaso poder, hojas de propaganda y pintadas. 
El 9 de junio de 1956 el general Juan José Valle, apoyado por algunos militares y civiles peronistas, como el general Raúl Tanco y el coronel Adolfo Philippeaux, y Julio Troxler, entre los segundos, lideró un levantamiento contra la dictadura. La sublevación fue severamente reprimida con el fusilamiento público de dieciocho militares y el asesinato clandestino de catorce civiles peronistas, en un acto de violencia sin antecedentes desde las guerras civiles que tuvieron lugar en el siglo XIX.
En el mes de julio de 1956, la Ciudad de Panamá fue sede de una reunión de jefes de Estado americanos, entre ellos el presidente estadounidense Dwight Eisenhower y el dictador argentino Aramburu. A pedido del gobierno panameño, Perón se trasladó a Nicaragua. Tras permanecer nueve días en ese país regresó a Panamá. Se hizo entonces muy evidente que las comunicaciones con sus seguidores en la Argentina eran cada vez más difíciles –Cooke estaba preso– de modo que se marchó de allí en busca de un país donde hubiera menos vigilancia. Optó por Venezuela.

## Venezuela
El 10 de agosto de 1956 llegó a Caracas junto a su comitiva, formada por un pequeño grupo de ayudantes e Isabelita. El dictador Pérez Jiménez no sentía ninguna simpatía por Perón, y de hecho nunca se entrevistó con él. Pero, dado que no podía permitir la realización de un atentado en su país y existían indicios de que desde Buenos Aires se había mandado agentes para matar a Perón, protegió al refugiado con la Dirección de Seguridad Nacional.
El 2 de noviembre nombró al exdiputado John William Cooke como miembro, junto a él, del Comando Superior Peronista, aún cuando Cooke estaba preso y su capacidad para dirigir la resistencia peronista era muy limitada.

Al Dr. John William Cooke
Buenos Aires
Por la presente autorizo al compañero doctor Don John William Cooke, actualmente preso por cumplir con su deber de peronista, para que asuma mi representación en todo acto o acción política. En este concepto su decisión será mi decisión y su palabra la mía.
En él reconozco al único jefe que tiene mi mandato para presidir a la totalidad de las fuerzas peronistas organizadas en el país y en el extranjero y sus decisiones tienen el mismo valor que las mías.
En caso de fallecimiento, delego en el doctor don John William Cooke el mando del movimiento.
En Caracas, a 2 días de noviembre de 1956.
Juan Perón.

En marzo Cooke y otros hombres que fueron muy cercanos a Perón en los años siguientes, como el empresario Jorge Antonio y Héctor J. Cámpora, se fugaron del penal de Río Gallegos, huyendo hacia Chile.
De la correspondencia entre Perón y Cooke se desprende que este planeaba algún tipo de insurrección militar o popular que permitiera el regreso de Perón. Uno de los planes que alcanzó mayor difusión fue uno que consistía en generar una insurrección local en la provincia de Jujuy con apoyo del gobierno de Bolivia, que estaba en manos del Movimiento Nacionalista Revolucionario, para desde allí provocar un alzamiento generalizado en su favor. El plan dependía excesivamente de la ayuda boliviana y del secreto en que se organizase; pero no era fácil organizar algo así desde Chile y Buenos Aires, por lo que el arresto de algunos seguidores bastó para desbaratarlo. Los policías que interrogaron a los prisioneros lo llamaron "Operación Elefante".
El 25 de mayo de 1957 un agente secreto de la dictadura argentina apellidado Sorolla colocó una bomba en el auto en que Perón debía ir a un asado a festejar la fecha patria argentina. Pero la bomba destruyó el auto mientras el chofer de Perón estaba comprando carne para un asado. Perón culpó del atentado al embajador argentino, el entonces coronel Carlos Toranzo Montero. Poco después agentes del régimen militar de Aramburu colocaron otra bomba en el automóvil asignado a Perón en Caracas, que estalló matando a tres ciudadanos venezolanos. El gobierno venezolano procedió a llamar a su embajador en Argentina y el Ministerio de Relaciones Exteriores de Venezuela declaró persona no grata al embajador argentino Toranzo Montero, responsable del atentado. El comunicado emitido por el Ministerio explicaba que lo efectuaba por «existir fundados indicios de que en la sede de la Representación Diplomática de la República Argentina se ha venido fraguando sucesivos atentados contra la vida de refugiados políticos que en nuestro país, se acogen al derecho de asilo territorial». A los pocos días agentes argentinos realizaron un nuevo atentado en Caracas que mató a cinco venezolanos en las inmediaciones de la Facultad de Ciencias Jurídicas y Políticas de la Universidad Central de Venezuela. Venezuela acusó la injerencia extranjera y rompió relaciones con Argentina.
En julio de 1957 la dictadura llamó a  elecciones para reformar la Constitución, prohibiendo la participación del peronismo. La UCR se dividió en dos: la UCRI de Frondizi, crítica de la dictadura, y la UCRP de Balbín, identificada con la dictadura. Dentro del peronismo se discutió la posibilidad de presentarse con partidos encubiertos –"neoperonistas"–", o llamar a votar en blanco.
Finalmente Perón se inclinó por la riesgosa opción de votar en blanco y ordenó a los comandos clandestinos movilizarse y difundir la orden entre los simpatizantes peronistas. 
El día de la elección los votos en blanco superaron a la lista más votada, que fue la de la UCRP de Balbín, quedando en tercer lugar la UCRI de Frondizi. El resultado electoral mostró que el peronismo seguía siendo una fuerza mayoritaria y organizada incluso estando prohibido, sin medios y actuando desde la clandestinidad, y dejó en evidencia la capacidad de liderazgo de Perón desde el exilio.
La Convención sólo alcanzó a convalidar la decisión de la dictadura de abolir la reforma del 49 y para incluir el artículo 14 bis, un texto que buscaba contemplar en alguna medida las reformas sociales y laborales del peronismo.
El 28 de diciembre Perón dio un nuevo paso en dirección a la reorganización del peronismo y creó el Comando Táctico Peronista, directamente bajo el mando del Comando Superior, integrado por él y por Cooke.
El Comité Ejecutivo del Comando Táctico Peronista estuvo integrado por: Oscar Albrieu, Eleuterio Cardozo, Andrés Framini, Alberto Rocamora, Manuel Carullias, Emilio Sevillano, José Figuerola, Pedro Conde Magdaleno, José Alonso, Pedro Bidegain, Adolfo Cavalli y Luis J. Cornés.
Luego del éxito del voto en blanco impulsado por el peronismo en las elecciones de 1957, Frondizi comprendió que sólo podría vencer en las elecciones presidenciales de 1958 si lograba convencer al electorado peronista de no volver a votar en blanco. Y para ello debía hablar con Perón.
El primer acercamiento fue en Santiago de Chile, donde Cooke y Rogelio Frigerio acordaron un primer documento. Luego Frigerio se trasladó para conversar personalmente con Perón en Caracas poco antes de las elecciones, en enero de 1958. De las conversaciones, de las que también fue testigo Cooke, radicado ya en Venezuela, surgió la firma del llamado Pacto Perón-Frondizi, con catorce puntos por los cuales Perón se comprometía a pedir a sus seguidores que votaran a los candidatos de la UCRI y se retiraran los candidatos de los partidos neoperonistas que habían logrado evadir la proscripción sobre el Partido Peronista. A cambio, Frondizi se comprometía a «restablecer las conquistas logradas por el pueblo en los órdenes social, económico y político», levantando la proscripción que pesaba sobre sus seguidores y sobre el Partido Peronista, aunque todavía no la que pesaba sobre Perón. Este pidió que se le garantizara el uso del uniforme del Ejército y su grado militar, pero Frondizi mandó decir que era imposible.
En enero de 1958, mientras Perón y Frigerio estaban finalizando los detalles y firmando el pacto, estalló en Venezuela una violenta insurrección general, reprimida también violentamente por Pérez Jiménez, antes de que se viera obligado a huir a la República Dominicana el 23 de enero. La dictadura argentina, que había colaborado activamente con los insurrectos, impulsó a través de un diario sensacionalista, la acusación de que Perón había dirigido la represión del levantamiento, de modo que pronto varias turbas se dirigieron a la casa del exiliado expresidente argentino; este alcanzó a esconderse en la casa de otro argentino, el después conductor televisivo Roberto Galán, antes de refugiarse en la embajada de la República Dominicana. 
El 27 de enero, tras conseguir el permiso del nuevo gobierno, Perón partió al exilio en Santo Domingo, acompañado solamente por el embajador de ese país en Caracas, el después presidente Rafael Bonelly. El resto de la comitiva, incluidos Cooke e Isabelita, permanecieron en la embajada varios días más antes de trasladarse a su vez a Santo Domingo.

## República Dominicana

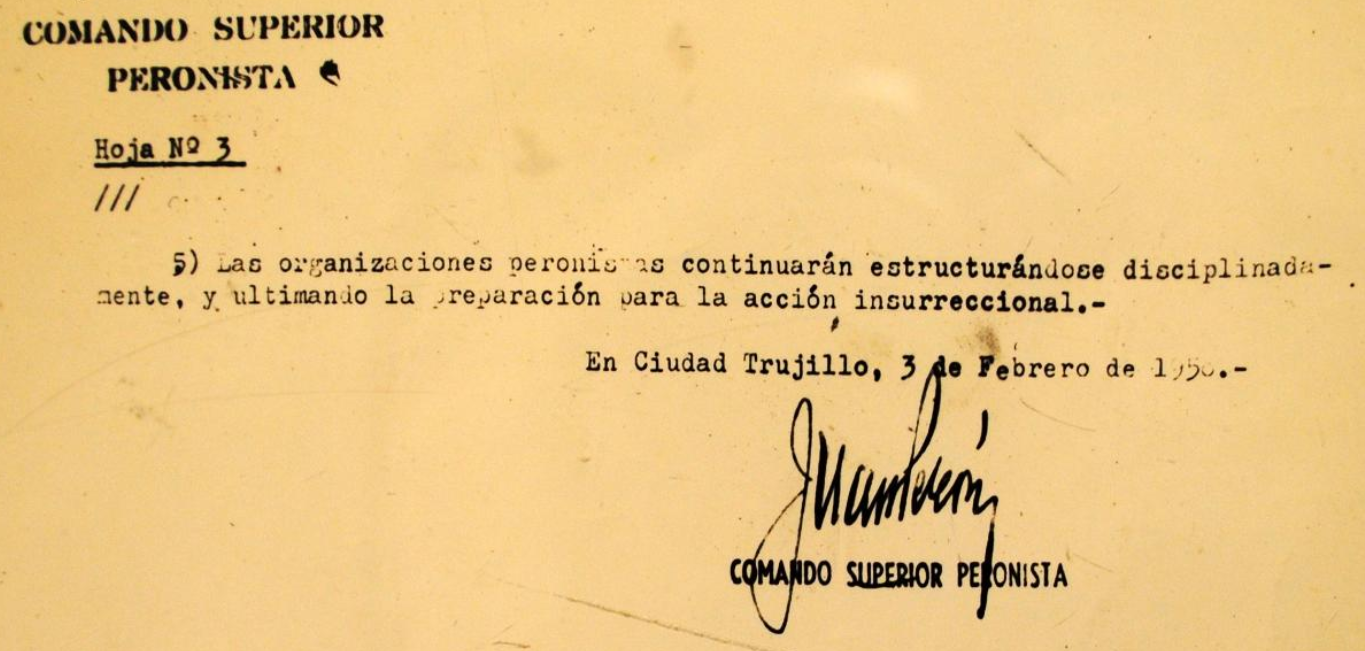
Documento mecanografiado del Consejo Superior Peronista, firmado por Perón en Ciudad Trujillo, el 3 de febrero de 1958.

Perón y el embajador dominicano Bonelly finalmente despegarán rumbo a República Dominicana el 27 de enero de 1958. Allí se entrevistaron con Rogelio Frigerio, en Ciudad Trujillo, para finalizar el acuerdo con Perón, que incluía entre otras cosas la deposición de candidaturas de partidos neoperonistas y la restitución de bienes de la fundación Eva Perón, así como también la normalización de la CGT y la anulación de las medidas de persecución política emitidas por la dictadura de Aramburu. 
Rafael Leónidas Trujillo, que se entrevistó varias veces con Perón y lo incluyó a su lado en un desfile militar, encabezaba una de las tiranías más sangrientas de América Latina, inclusive superando en este sentido a otras muy sanguinarias, como las de Argentina, Paraguay, Chile, Nicaragua, El Salvador, Haití y Guatemala.
Perón llegó a Santo Domingo (entonces llamada Ciudad Trujillo) el 27 de enero de 1957 y se alojó inicialmente en el hotel Jaragua, que poco después tuvo que dejar debido a su costo para alojarse en el hotel Paz, junto a Isabel, Cooke y Américo Barrios, sufriendo restricciones sobre sus movimientos. El expresidente argentino no soportaría las condiciones y tampoco le gustaba compartir su país de exilio con Pérez Jiménez de Venezuela.
Poco después de llegar a Santo Domingo, Perón ordenó al Comando Táctico movilizarse para transmitir a la población peronista la decisión de votar por Arturo Frondizi, candidato de la UCRI, cumpliendo lo pactado en Caracas. El resultado fue abrumador: con el voto peronista, Frondizi duplicó los votos del año anterior, obteniendo más del 52% del electorado, superando ampliamente el 34% obtenido por Balbín y el 9% de votos en blanco. Con ese apoyo, la UCRI obtuvo la victoria en todas las provincias, la totalidad de los senadores y una amplia mayoría en la Cámara de Diputados.
El 1 de abril, pocos días antes de entregar el poder, con la excusa de reprimir a grupos peronistas, el régimen dictatorial de Aramburu ya en sus últimos días, financió, entrenó y apoyó la invasión al Paraguay desde territorio argentino de un comando militar que atacó la localidad de Coronel Bogado, causando la muerte de un número nunca determinado de ciudadanos paraguayos, con el fin de anular la influencia brasileña en la dictadura del general Alfredo Stroessner. Paraguay denunció la agresión argentina ante la Organización de Estados Americanos y la crisis llevó a que Argentina y Brasil quedaran al borde de la guerra.
En septiembre de 1958, con el avance de las listas peronistas en las elecciones sindicales y de cara a una participación política más directa, Perón decidió pasar a una nueva organización del peronismo. Para ello disolvió el Comando Táctico y creó en su lugar el Consejo Coordinador y Supervisor del Peronismo, integrado por la rama política del movimiento, mientras que la rama sindical quedó bajo la dirección de las 62 Organizaciones. El Consejo estuvo integrado por Delia Parodi, Seferina Rodríguez de Copa, María Elena Solari de Bruni, Carlos Aloé, Oscar Bidegain, Alberto Rocamora, Rodolfo Juvencio Arce, José Barro, Pedro San Martín, Fernando Enrique Torres, Manuel Damiano, Julio Troxler, Juan Carlos Brid, José Paris y  Adolfo Philippeaux.
Frondizi había obtenido la Presidencia, pero cumplió lo pactado sólo en parte: si bien la UCRI sancionó una Ley Sindical consensuada con el peronismo, su política de privatizaciones y la represión de las protestas obreras, junto a la continuidad de la proscripción del peronismo llevaron pronto a Perón a denunciar el incumplimiento. Tras una reunión de varios días con dirigentes políticos y sindicales llegados de la Argentina en agosto de 1958, el 22 de junio de 1959, Perón ordenó publicar una copia del pacto en la que figuraban su firma y las de Cooke, Frigerio y también de Frondizi.
Frondizi negó su autenticidad, pero uno de sus principales asesores, el español Ramón Prieto, describió en detalle en su libro El Pacto (1963), su papel como representante de Frondizi en el acuerdo con Perón.
La Resistencia peronista se reinició entonces, pasando a una fase mucho más violenta: no sólo se volaron instalaciones industriales, sino que comenzó a haber víctimas civiles. Una serie de huelgas, principalmente de los sindicatos ferroviarios y de la carne, fueron derrotadas con inusitada violencia, aplicándoseles el llamado Plan Conintes, por el que los trabajadores quedaban sometidos a la autoridad del Ejército y a la ley marcial.

## Primeros años en España
En enero de 1960 Perón se trasladó a España. Venía gestionando el asilo desde 1956 y tenía razones para creer que sería bien recibido porque diez años atrás, la ayuda alimentaria argentina ordenada personalmente por Perón había salvado a España del desastre humanitario. Sin embargo, desde 1954, con el conflicto entre Perón y la Iglesia, el gobierno español se había alejado en gran medida de Perón, de modo que rechazó inicialmente el pedido de asilo. Posteriormente los falangistas lograron convencer a Franco de permitir la llegada de Perón; la Falange estaba ideológicamente más cerca del peronismo que los sectores conservadores, ya que rescataban la movilización popular, el nacionalismo y la protección de las clases trabajadoras, mientras el grupo conservador se limitaba a defender la estratificación social. Pese a que nunca expresó públicamente opiniones desfavorables sobre Perón, Franco tampoco le tenía ninguna simpatía: sólo se entrevistó con él una vez, cuando este estaba por partir definitivamente hacia la Argentina, en 1973.
Estableció su primer domicilio en Torremolinos, en la Costa del Sol, porque Franco lo quería lo más lejos posible de la capital. Sin embargo, cuando algunos meses más tarde Perón se trasladó a Madrid, el Generalísimo no puso reparos.
Perón se instaló en una quinta en el alejado barrio madrileño de El Plantío, pero a fines de 1960 se mudó más cerca del centro, a un edificio de departamentos de alquiler ubicado en la calle Doctor Arce 11, en el barrio de El Viso (Chamartín), entre cuyos inquilinos se contaba Ava Gardner. El nombre de la calle corresponde al médico y catedrático de Medicina español Guillermo Arce, no confundir con José Arce, embajador argentino que el propio Perón designara en la ONU para defender la soberanía española, ante la Resolución 39 que excluyó al gobierno de Franco de las Naciones Unidas.
En 1960 Cooke se había establecido en Cuba junto con su compañera Alicia Eguren, entusiasmados con la Revolución cubana realizada a un año antes y las perspectivas que abría el proyecto del Che Guevara de promover experiencias guerrilleras en América Latina. Perón venía distanciandose de Cooke desde fines de 1958, cuando lo reemplazó como delegado personal por Alberto Campos, debido a su creciente adhesión a una estrategia de lucha armada. Cooke intentó convencer a Perón de instalarse en Cuba y conducir desde allí un movimiento insurreccional apoyado en la lucha armada. Perón no rechazaba por principio las acciones guerrilleras e insurreccionales, pero daba prioridad a las negociaciones políticas y la búsqueda de una salida electoral sin restricciones, apoyado simultáneamente en la acción sindical. La decisión de Perón de radicarse en España quebró definitivamente el vínculo entre ambos.
Desde España, Perón profundizó su estrategia de dejar en evidencia el peso innegable que el peronismo tenía en el campo electoral y sindical, para establecer alianzas con un amplio abanico de sectores, manteniendo un equilibrio entre ellos. Prioritariamente buscó formar alianzas con aquellos sectores que habían sido frontalmente antiperonistas durante su gobierno, como el frondizismo, el conservadurismo popular, la democracia cristiana y el socialismo, en tanto y en cuanto no se desconociera su protagonismo en la política argentina, y se establecieran las condiciones para su retorno.
El 15 de noviembre de 1961 Perón e Isabel contrajeron matrimonio religioso en la Basílica Hispanoamericana de Nuestra Señora de la Merced, en virtud de un expediente instruido en el Arzobispado de Madrid-Alcalá. Una investigación realizada por Diego Mazzieri sostiene que en realidad se casaron en privado en el domicilio particular del doctor Francisco José Flórez Tascón. En 1973, al asumir Isabel la vicepresidencia, un comunicado de la Secretaría de Prensa y Difusión informó que la boda se había realizado en la iglesia de La Paloma el 5 de enero de 1961. El oficio fue celebrado por fray Elías Gómez Domínguez o por el sacerdote español Luis Moré Serra.
Además de las numerosas entrevistas que concedió a todo tipo de periodistas e historiadores, y de las numerosas visitas de peronistas, Perón tuvo pocos encuentros con personalidades de España. Entre los españoles que se encontraron con él con cierta frecuencia estuvieron José Antonio Girón, quien fuera ministro de Trabajo de Franco entre 1941 y 1957, Emilio Romero, director del diario Pueblo, su confesor fray Elías Gómez Domínguez y Francisco José Flórez Tascón, a quien eligió como su médico personal. Isabel, por su parte estableció una amistad con Pilar Franco.
En la Argentina, Frondizi no lograba consolidarse en el poder. Bajo la triple presión de los Estados Unidos, del Fondo Monetario Internacional y de las Fuerzas Armadas, se vio obligado a aplicar recetas económicas conservadoras, disminuir la inversión pública y bajar los sueldos. Debilitado, quiso mostrar fortaleza ante los poderes fácticos, con una estrategia de fragmentación del peronismo. Para ello incumplió su compromiso de derogar la prohibición del Partido Peronista y permitir partidos neoperonistas provinciales que se habían formado –el más importante era Unión Popular, fundado por el ex canciller peronista Juan Atilio Bramuglia– para que participaran en las elecciones legislativas y provinciales de 1962. Pensaba que, sin Perón como candidato y con el peronismo dividido, podría derrotarlo con facilidad.
Pero una vez más el peronismo desbarató los planes oficialistas. Para las elecciones de la provincia de Buenos Aires, la más grande del país, el peronismo lanzó un desafío que desbordó los límites impuestos y presentó la candidatura a gobernador del sindicalista Andrés Framini, acompañado por el general Perón como candidato a vicegobernador. La fórmula fue vetada por el gobierno, pero el hecho metió simbólicamente a Perón en la contienda electoral y  atrajo la atención sobre la Unión Popular, que utilizó como eslogan de campaña el lema "Framini-Anglada, Perón a la Rosada". En las elecciones del 18 de marzo de 1962 los partidos "neoperonistas" derrotaron a las listas de la UCRI en nueve de los diecisiete distritos entonces existentes y ganaron las gobernaciones en seis provincias, entre ellas la de Buenos Aires.
La consecuencia fue inmediata: los militares no estaban dispuestos a aceptar semejante presencia peronista en el Congreso y las provincias y Frondizi fue derrocado por un golpe cívico-militar, las provincias en que había triunfado el peronismo fueron intervenidas y su sucesor, José María Guido, que gobernaba bajo la tutela militar, anuló las elecciones y disolvió el Congreso.
Sin embargo el peronismo estaba demostrando que no podía ser eliminado, ni de la vida política ni de la vida sindical, a pesar de estar legalmente prohibido, con Perón exiliado, sus dirigentes perseguidos y la población sometida a una intensa campaña psicológica de "desperonizacion" en los últimos seis años.
Durante el corto gobierno inconstitucional de Guido la represión contra el peronismo alcanzó nuevos niveles de violencia: un joven delegado sindical peronista, Felipe Vallese, fue el primer peronista detenido desaparecido.
Por otra parte la continuidad del apoyo popular hacia el peronismo y el protagonismo que mantenía Perón, aún estando exiliado a miles de kilómetros, exacerbó el enfrentamiento interno en las Fuerzas Armadas sobre qué hacer con Perón y el peronismo. Dos bandos militares quedaron claramente delimitados: aquellos militares que sostenían que había que seguir con la prohibición del peronismo hasta su erradicación completa, adoptaron el mote de "Colorados"; y aquellos que proponían aceptar la realidad de la presencia del peronismo, legalizándolo, aunque sin permitir que tuviera un poder mayoritario, ni la vuelta de Perón, se llamaron "Azules". El enfrentamiento entre Azules y Colorados por la cuestión de Perón y el peronismo llegó al punto de un enfrentamiento armado entre ambos bandos, en 1962 y 1963 que causó al menos 24 muertes y más de 80 personas heridas, civiles y militares, en una especie de guerra civil limitada. Triunfaron los Azules, liderados por el general Onganía, pero en las elecciones de 1963 el peronismo volvió a estar absolutamente proscripto, a la vez que fue desarticulado el frondizismo debido al encarcelamiento de su líder.

## Varios peronismos
Las elecciones presidenciales de 1963 fueron convocadas y realizadas con los últimos dos presidentes constitucionales inhabilitados: Perón en el exilio y Frondizi en la cárcel.     
Perón buscó inicialmente una nueva alianza con el frondizismo y el sector del conservadurismo liderado por Vicente Solano Lima –quien había abandonado su postura antiperonista– pero poco antes de las elecciones la UCRI se rompió debido a un enfrentamiento entre Frondizi y Oscar Alende, y el régimen proscribió a Solano Lima, razón por la cual, a último momento Perón ordenó votar en blanco. Varios dirigentes que ya habían acordado alianzas con la UCRI se negaron a obedecer la orden, alegando que contradecía otras instrucciones muy recientes, mientras que los sindicalistas instaron a sus seguidores a votar en blanco. La UCRP con la candidatura de Arturo Illia, casi sin contrincantes, ganó las elecciones con 25,1% de los votos, mientras que los votos en blanco y anulados sumaron 21,2%.
El gobierno de Illia alternó una política orientada a terminar con la proscripción del peronismo, que nunca llegó a concretarse, con una fuerte represión del peronismo, que llegó a causar tres asesinatos, y la prohibición a Perón de regresar al país. Como contrapartida Illia debió enfrentar numerosas huelgas de parte de los sindicatos peronistas y la denuncia constante de la ilegitimidad de su gobierno.
Existen testimonios que dan cuenta de una entrevista secreta entre Perón y el Che Guevara, entre marzo y abril de 1964. Guevara le habría propuesto sumarse al plan de multiplicar las iniciativas guerrilleras contra las dictaduras latinoamericanas y Perón, sin oponerse al mismo se habría mostrado reacio a involucrarse activamente, aunque facilitando algún financiamiento. El encuentro no fue publicado en su tiempo, y sólo pudo conocerse mucho más tarde.

## Intento de regreso en 1964
A principios de 1964, Perón comenzó a organizar su regreso a la Argentina; tras haber sido sometido a cirugía para extraerle un tumor que resultó benigno, consiguió pasaportes falsos para él y para Delia Parodi como si fueran un matrimonio, y luego hizo varias declaraciones en el sentido de que pensaba regresar durante el año. No obstante, había hecho construir una amplia residencia de tres pisos y gran parque a la que nombró "Quinta 17 de Octubre", ubicada en el barrio de Puerta de Hierro, en la calle Navalmanzano 5 (luego renumerada 4-6) y se había mudado a ella, lo que parecía desmentir su intención de regresar a su país. Pero el líder de la poderosa Unión Obrera Metalúrgica (UOM), Augusto Timoteo Vandor, ya estaba haciendo los preparativos de la "Operación Retorno".
En el mes de octubre, Charles de Gaulle, presidente de Francia, llegó de visita a Buenos Aires; fue recibido por una multitud que portaba carteles que decían «Bienvenido, general»; claramente, los carteles no estaban dirigidos al general De Gaulle, sino al general Perón.
En la noche del 1 de diciembre de 1964, Perón evadió a la policía española en el baúl de un automóvil y se embarcó en junto a Jorge Antonio, Parodi y Alberto Iturbe en un avión Douglas DC-8 que realizaba el vuelo regular 911 de Iberia con destino a Buenos Aires, en presencia de un alto oficial del Ejército Español. Illia fue informado de inmediato, pero dejó la decisión de lo que debía hacerse en manos de sus ministros; los comandantes de las tres Fuerzas Armadas exigieron que el vuelo fuera detenido. A pedido de la cancillería argentina, cuando el avión hizo su escala en el Aeropuerto Internacional de Galeão, en Río de Janeiro, un oficial militar brasileño subió al avión y arrestó a Perón y a sus acompañantes, mientras el avión seguía su viaje a Buenos Aires y Santiago de Chile. Esa misma noche, Perón fue obligado a subir al mismo avión y enviado de regreso a Madrid.

## Perón y Vandor

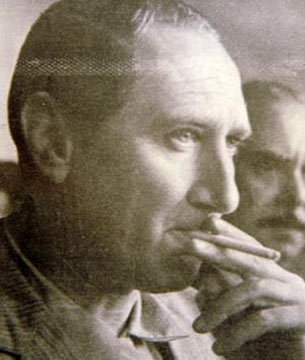
Augusto Timoteo Vandor

Luego de que Illia impidiera el regreso de Perón en diciembre de 1964 y la justicia volviera a prohibir el Partido Peronista –ahora con el nombre de "Partido Justicialista"–, algunos sectores del peronismo comenzaron a pensar que Perón nunca volvería a la Argentina y que había que organizar un "peronismo sin Perón". Entre los líderes de este movimiento se destacaba el metalúrgico Augusto Timoteo Vandor, quien en esos años se había convertido en el hombre fuerte del sindicalismo y venía apoyando los partidos neoperonistas a través de los cuales el peronismo había esquivado precariamente las represiones y prohibiciones.
En las elecciones legislativas de marzo de 1965 el partido Unión Popular, controlado por  Vandor, salió primero y, junto con los demás partidos neoperonistas, obtuvo más diputados que la suma de los dos partidos radicales –UCRP y UCRI– y el MID de Frondizi. Perón participó ostensiblemente en la formación de las listas de candidatos. La lista de la UCRP obtuvo menos del 30% de los votos, mientras que las distintas las listas "neoperonistas" rondaron un 38% en total. En esa situación, Vandor pensaba que podía reagrupar y liderar un peronismo que ganara las elecciones presidenciales previstas para 1967.
Para enfrentar la intentona de Vandor e intentar preservar su liderazgo en riesgo, Perón decidió una maniobra audaz y envió a la Argentina a su esposa, María Estela Martínez de Perón (Isabelita), como su delegada personal.
Isabelita llegó a Buenos Aires el 10 de octubre de 1965 y se quedó varios meses. Su presencia produjo un cimbronazo político. El presidente Illia intentó expulsarla del país, pero no encontró un mecanismo legal para hacerlo. El peronismo estaba disperso y los diferentes delegados de Perón habían fracasado, estaban presos, clandestinos, o habían sido cooptados. La misión de Isabelita era revitalizar el liderazgo de Perón y desbancar a Vandor.
Isabel y Vandor mantuvieron un tensa paz forzada hasta enero de 1966. Durante ese tiempo Isabel recorrió el país y remitió detallados informes a Perón sobre los referentes con los que contaba.
En los primeros días de enero de 1966, Isabel hizo esperar a Vandor varias horas en el hall de su hotel y no lo recibió. El día 6 Perón descabezó la conducción del Movimiento Peronista, que respondía a Vandor, y lo sustituyó por un Comando Delegado.
Poco después el secretario general de la CGT y titular del sindicato del Vestido, José Alonso, con el apoyo de "los 19 sindicatos" acusó públicamente a Vandor de alzarse en contra de las directivas de Perón, dividiendo las 62 Organizaciones para constituir las "62 Organizaciones de Pie Junto a Perón", enfrentada al líder metalúrgico. Entre los líderes sindicales que ratificaron su lealtad a Perón se encontraban Lorenzo Pepe (Unión Ferroviaria), Andrés Framini (textiles), Roberto García (caucho), Ricardo De Luca (calzado), Jorge Di Pasquale (farmacias) y Amado Olmos (Sanidad).
A fines de enero de 1966 Perón le escribió a Alonso una carta que fue hecha pública, señalando a Vandor como el "enemigo principal":

En esta lucha, como bien lo ha apreciado usted, el enemigo principal es Vandor y su trenza... Esta batalla ha de ser definitiva y para que quede un ejemplo que desanime a los que quieran imitar las trenzas del tipo Vandor.
Juan Domingo Perón, carta a José Alonso, 27 de enero de 1966.

Vandor respondió mostrando su poder,  expulsando a Alonso de su cargo de secretario general de la CGT e hizo nombrar en su lugar a Fernando Donaires, dando lugar a la formación de una "CGT vandorista" que controlaría la mayoría de la central, aún después de asesinado Vandor en 1969, y que Perón lograra que un hombre suyo, José Ignacio Rucci fuera puesto al frente de la central en 1970.
El enfrentamiento entre Perón y Vandor escaló cuando aquel señaló al jurista Ernesto Corvalán Nanclares como su candidato para las elecciones de gobernador de Mendoza de abril de 1966, fracturando el voto peronista para impedir una casi segura victoria del candidato vandorista Alberto Serú García. Isabel Perón recorrió Mendoza haciendo público el apoyo de Perón a Corvalán Nanclares, que si bien no ganó –el triunfo fue de Emilio Jofré, del Partido Demócrata (conservador)– obtuvo muchos más votos que el candidato de Vandor. El poderoso neoperonismo de Mendoza quedó inmediatamente disuelto, y la autoridad de Perón restablecida. La extensa gira de Isabel resultó fundamental para evitar que Vandor aprovechara la ausencia Perón en el país para desplazarlo de la conducción real del peronismo, algo que reclamaban los militares, los sectores antiperonistas y los Estados Unidos para aceptar la reinserción política de esa fuerza.
En el mes de junio, el gobierno constitucional fue derrocado por un nuevo golpe de Estado cívico-militar que puso en el poder al general Juan Carlos Onganía; entre las razones esgrimidas estaban las acusaciones de «debilidad y lentitud» del presidente Illia, la negativa a acompañar a Estados Unidos en su intervención en la República Dominicana, la anulación de los contratos petroleros leoninos y extranjerizantes firmados por Frondizi, la sanción de una ley antimonopólica de medicamentos y, muy especialmente, el trato demasiado benigno dado a los peronistas y a Perón.

## La clausura de la política
El general Onganía abolió los partidos políticos, prohibió toda actividad política e instaló una dictadura que aspiraba a ser un régimen totalitario permanente respaldado en el apoyo de Estados Unidos bajo la doctrina de la seguridad nacional en el marco de la Guerra Fría.
Poco antes, Isabel Perón –que desde joven había mostrado gran interés en el espiritismo y el ocultismo– había vuelto a España acompañada el José López Rega, un expolicía espiritista y peronista, autor de un extenso libro titulado Astrología Esotérica – (Secretos develados), que ganó la confianza de Isabel. López Rega, se convirtió primero en mucamo de Perón, luego en su asistente personal y finalmente en un hombre de confianza. López Rega a su vez se convertiría en miembro de la logia italiana anticomunista Propaganda Due, vinculada a la CIA. 
En septiembre de 1966, según su biógrafo Enrique Pavón Pereyra, se produjo un encuentro entre Perón y el Che Guevara, del cual fue testigo; el guerrillero venía a pedirle apoyo para establecer un foco guerrillero en Bolivia. Perón intentó convencerlo de que su plan era un suicidio, y finalmente le dijo que no tenía cómo ayudarlo. En octubre de 1967, Guevara fue derrotado, capturado y asesinado en Bolivia.
Casi al mismo tiempo, un grupo de jóvenes peronistas secuestró un avión de Aerolíneas Argentinas y lo hizo aterrizar en las islas Malvinas, donde izaron la bandera argentina antes de ser arrestados. Era la presentación en acción de la nueva Juventud Peronista, sucesora de la organización de ese nombre que había actuado en la época de la resistencia contra "la Fusiladora", como los peronistas llamaban a la autodenominada Revolución Libertadora que derrocó al gobierno peronista en 1955. Era un movimiento nuevo, formado por la confluencia de jóvenes trabajadores y de estudiantes que se identificaban con Perón, poniendo fin a la oposición al peronismo de la juventud estudiantil de la década anterior; Perón pasaba a ser un referente de la lucha antiimperialista y tercermundista. La expulsión de gran cantidad de estudiantes y profesores de la Universidad de Buenos Aires, acusados de «infiltración izquierdista» alimentó esta tendencia de identificación de intelectuales, militantes de izquierda, artistas y sectores medios con el peronismo.
Vandor, que seguía controlando la CGT, pensó que apoyando el acceso de Onganía al poder podría favorecer a los trabajadores; de hecho, asistió como invitado especial a la ceremonia de asunción de Onganía. Pero el plan económico del dictador consistía en una liberalización casi completa de la economía, combinada con una negativa absoluta a aumentar los salarios. Las primeras protestas sindicales fueron aplastadas con rigor. En marzo de 1968, Perón ordenó al dirigente de la Federación Gráfica, Raimundo Ongaro, enfrentar a Vandor para exigirle que tomara una actitud más combativa contra la dictadura; el resultado fue la división de la CGT en dos: la que seguía respondiendo a Vandor y la CGT de los Argentinos, dirigida por Ongaro y Alonso, que comenzó una escalada de huelgas gradualmente más fuertes.
Clausurada la vía de la acción política y electoral, Perón se dedicaba principalmente a la escritura de sus pensamientos políticos: en 1967 publicó Latinoamérica; ahora o nunca y al año siguiente La Hora de los Pueblos. Sin actividad política, la militancia peronista se concentraba principalmente en los sindicatos, donde todo se lograba por medio de pacientes negociaciones, hablando personalmente con cada uno de los dirigentes.  
Simultáneamente la militancia peronista, con ya una década de experiencia en la clandestinidad y la resistencia, estaba dando rápidamente pasos hacia la lucha armada. En septiembre de 1968 se formaron las Fuerzas Armadas Peronistas (FAP), dirigidas por Joe Baxter y Envar El Kadri, iniciaron un foco de guerrilla rural en la localidad de Taco Ralo (Tucumán), pero fueron rápidamente detenidos y enjuiciados. El grupo, sin embargo, continuó funcionando e incorporando intelectuales y combatientes.
Desarrollar ese tipo de actividad desde España era imposible, por lo que Perón debió confiar más que antes en sus delegados personales: en estos años, el más importante fue el exmilitar Bernardo Alberte, que negoció interminablemente entre Vandor y Alonso.

## Perón y Montoneros
Al tomar el poder Onganía, tanto el peronismo como el frondizismo, derrocados respectivamente en 1955 y 1962, esperaban que Onganía, líder del ala azul de las Fuerzas Armadas, victorioso en el enfrentamiento armado contra el ala antiperonista (colorados), abriera una salida electoral sin proscripciones, como había hecho en 1946 la dictadura que tomó el poder en 1943, derrocando al régimen fraudulento. Pero la situación internacional y la composición de las Fuerzas Armadas había cambiado totalmente y pronto quedó en evidencia que el régimen pretendía eternizarse.
Durante los primeros dos años el gobierno de Onganía tuvo una considerable estabilidad, que le permitía decir que gobernaría al menos durante veinte años. Pero la abolición de los partidos políticos por la dictadura, que impedía canalizar los conflictos por vías basadas en negociaciones intersectoriales, fue empujando el descontento popular hacia vías insurreccionales, en una época en la que la Revolución Cubana y las protestas juveniles en Estados Unidos y Francia, mostraron vías de acción directa tanto a obreros como a estudiantes.
Las principales puebladas insurreccionales sucedidas entre 1969 y 1972 fueron: el Ocampazo (enero-abril de 1969), el Correntinazo (mayo de 1969), el primer Rosariazo (mayo de 1969), el Salteñazo (mayo de 1969), el primer Cordobazo (mayo de 1969), el primer Tucumanazo (mayo de 1969), el segundo Rosariazo (septiembre de 1969), el Cipolletazo (septiembre-octubre de 1969), el Choconazo (febrero-marzo 1970), el segundo tucumanazo (noviembre de 1970), el Catamarqueñazo (noviembre de 1970), el segundo Cordobazo o Viborazo (marzo de 1971), el Casildazo (marzo de 1971), el Jujeñazo (abril de 1971), el Rawsonazo (marzo de 1972), el Mendozazo (abril de 1972), el Quintazo (junio de 1972), el Rocazo (julio de 1972), el Animanazo (julio de 1972) y el Trelewazo (octubre de 1972). En el curso de algunas de las mismas fueron asesinados varios manifestantes por las fuerzas represivas de la dictadura.
La dictadura respondió a las puebladas y la guerrilla con una extrema represión, utilizando la tortura de manera generalizada, deteniendo a cientos de presos políticos y cometiendo decenas de asesinatos, mayoritariamente jóvenes manifestantes –Santiago Pampillón, Juan José Cabral, Máximo Mena, Adolfo Ramón Bello, Luis Norberto Blanco, Hilda Guerrero de Molina, etc.– negando que se tratara de un caso de derecho de resistencia a la opresión. Simultáneamente se volcaron al peronismo amplios sectores juveniles de clase media, cuyos padres eran mayoritariamente antiperonistas.
El 29 y 30 de mayo de 1969 se produjo el primer Cordobazo. Estudiantes y obreros controlaron la ciudad de Córdoba durante dos días, en apoyo del paro nacional del 30 de mayo, declarado por la CGT de los Argentinos y la CGT Azopardo vandorista. Un mes después fue asesinado Vandor, en su oficina en la sede de la UOM, acusado de traidor, por un comando peronista que luego ingresó a Montoneros.
En marzo de 1970 Perón fue entrevistado durante cuatro días por Tomás Eloy Martínez. Las entrevistas serían poco después publicadas en la revista Panorama, que dirigía Jacobo Timerman.
A mediados de 1970 la CGT se volvió a unir en una única organización y, por gestiones de Perón, José Ignacio Rucci fue nombrado secretario general. Rucci consideraba que la vuelta de Perón al país debía ser un objetivo prioritario y estratégico para el movimiento sindical, pero los dirigentes de la mayoría de los sindicatos más poderosos, seguían compartiendo la creencia vandorista de que el regreso de Perón nunca sucedería y se inclinaban a negociar una salida electoral con el poder militar que no incluyera el regreso de Perón.
La CGT había pasado a segundo plano y la iniciativa política había pasado a las bases sindicales, tanto de ideología peronista como de tendencia izquierdista, al movimiento campesino de las Ligas Agrarias, a los grupos católicos ligados a la teología de la liberación, al movimiento estudiantil y a los grupos guerrilleros.
Durante el año 1970, las FAP pasaron nuevamente a la acción, provocando varios ataques con bombas y algunos muertos. Ese mismo año hizo su presentación otra organización guerrillera peronista: el 1 de mayo, los Montoneros secuestraron al exdictador general Pedro Eugenio Aramburu, responsable de las más graves persecuciones y fusilamientos contra el peronismo y del secuestro del cadáver de Eva Perón durante su dictadura, y días después lo asesinaron.
La convulsión política obligó a la dictadura a destituir a Onganía y reemplazarlo con el general Marcelo Levingston con la promesa de abrir una "salida electoral" bajo control militar.
En agosto de 1970 fue asesinado José Alonso, también sindicado como traidor al movimiento obrero y a Perón.
Además de las FAP y Montoneros, actuaban otros grupos, que posteriormente se unirían a Montoneros. Por fuera del peronismo, y enfrentado al mismo, había comenzado a actuar el Ejército Revolucionario del Pueblo (ERP), de orientación netamente marxista, que alcanzó un gran desarrollo y que se destacó por la audacia de sus atentados.
Perón respaldó las formaciones guerrilleras peronistas, a las que llamaba "formaciones especiales", y mantuvo una nutrida correspondencia con los líderes de Montoneros. Aunque nunca aprobó expresamente el asesinato de Aramburu, reiteradamente mostró su apoyo a la acción armada contra la dictadura.
Perón, alejado del centro de los hechos, se abocó a buscar acuerdos con los partidos políticos antiperonistas, principalmente con el líder radical Ricardo Balbín, a la vez que desarrollaba una mirada política ajustada a la época, en línea con el antiimperialismo y la idea de "liberación nacional". En una entrevista de diciembre de ese año, declaró:

Es muy conocida mi posición con respecto a la influencia foránea sobre el problema argentino: el país se libera del imperialismo que lo neocoloniza o jamás podrá solucionar su problema económico [...] El mundo actual marcha hacia una ideología socialista, tan distante del capitalismo ya perimido como del marxismo internacional dogmático [...] El justicialismo es un socialismo nacional cristiano.

En esa coyuntura, el 11 de noviembre, por primera vez las dos grandes fuerzas populares de Argentina, el peronismo y el radicalismo en sus tres vertientes –frondizista-desarrollista, histórica e intransigente–, se unieron con otras fuerzas menores, en una agrupación que tomó el nombre de su documento inicial, La Hora del Pueblo, para acordar líneas comunes democráticas y establecer una mesa única de negociación con la dictadura. En el mes de noviembre, tras varias reuniones preparativas, representantes de los partidos políticos se pronunciaron por primera vez desde 1966, en una declaración conjunta llamada La Hora del Pueblo; la misma llevaba la firma de Ricardo Balbín por la UCR y del nuevo delegado personal de Perón, Jorge Paladino, además de las de representantes de partidos menores. En el documento se anunciaba el final de los enfrentamientos entre partidos y la búsqueda de coincidencias, y se pedía iniciar el camino de regreso a la democracia. Los firmante resolvieron seguir reuniéndose periódicamente.
A comienzos de 1971, la "apertura política" en marcha colocaba a Montoneros en un lugar político contradictorio: por un lado habían adquirido un muy alto perfil dentro de la Resistencia Peronista, pero por otro lado se trataba de un grupo de jóvenes con escasas relaciones políticas, cercado y reducido a su mínima expresión. En esas condiciones Rodolfo Galimberti, líder de una agrupación universitaria peronista llamada JAEN (Juventudes Argentinas para la Emancipación Nacional), logró conectarse con el líder montonero Carlos Hobart y se ofreció para llevar una carta de la organización guerrillera a Perón, explicando las causas de las "ejecuciones" de Aramburu y el sindicalista José Alonso y sus intenciones de continuar actuando como el brazo armado del movimiento peronista. La carta está fechada el 9 de febrero de 1971.
Galimberti logró que Perón lo recibiera pocos días después en Madrid, donde se encontraba exiliado, y que escribiera una carta de respuesta y grabara un mensaje de audio dirigido a "los compañeros de la juventud", que fue transcripta y publicada por la revista Cristianismo y Revolución en junio bajo el título de "Perón habla a la juventud".
La carta de Perón a Montoneros está fechada el 20 de febrero de 1971. Allí se manifestaba "completamente de acuerdo y encomio todo lo actuado» con respecto a Aramburu y, sobre la "ejecución" de José Alonso, desmentía categóricamente "que haya perturbado plan táctico alguno". Con respecto a la evolución de la situación política, respondía que no creía que los militares estuviesen dispuestos a dar elecciones sin proscripciones, pero aclaraba que «no se puede despreciar la oportunidad de forzar también este factor», anticipando su apoyo a una salida electoral si se pudiera "forzar" que se realizara en condiciones de libertad. Finalmente, Perón se refería a la vinculación que Montoneros pudiera tener con el movimiento peronista en estos términos:

Como les explicará el compañero [por Galimberti], mientras las organizaciones de superficie obedecen a una conducción centralizada, las organizaciones que se encargan de la «guerra revolucionaria» tienen absoluta independencia en su conducción y coordinada nada más que por los objetivos.
Juan Domingo Perón.

En la grabación dirigida a "los compañeros de la juventud", Perón caracteriza la situación diciendo que "la Patria vive días inciertos y dramáticos, sometida al vasallaje de sus fuerzas de ocupación... [en la que] luchar es un deber", negando toda legalidad a la dictadura militar. Habla de la "juventud maravillosa" -una expresión que adquirirá a partir de entonces un peso alegórico para la Juventud Peronista- y se extiende en consideraciones sobre el papel de la lucha armada en aquel momento. Denomina a las organizaciones guerrilleras como "formaciones especiales":

El Movimiento Peronista ha de estar organizado apropiadamente para ello, en forma que permita la lucha orgánica de superficie, y pueda hacer frente también a las formas cruentas que suelen ser impuestas por las dictaduras como la que azota al país en nuestros días. Las formaciones especiales encargadas de lo último, deben tener características especiales y originales, como especiales y originales son las funciones que deben cumplir. Ellas actúan tanto dentro de nuestro dispositivo, como autodefensa, como fuera de él, en la lucha directa de todos los días dentro de las formas impuestas por la guerra revolucionaria.
Juan D. Perón (Perón habla a la juventud)

«A partir del explícito apoyo de Perón y de la simpatía que había concitado la muerte de Aramburu, Montoneros gozaba de una no despreciable popularidad entre las bases peronistas», dice el investigador Lucas Lanusse.
Los días 12 y 13 de marzo de 1971 se produjo el segundo Cordobazo o Viborazo, una nueva insurrección popular en Córdoba Capital, que causó la renuncia del gobernante de facto provincial, y que poco después llevó a la caída de Levingston y su reemplazo por el general Alejandro Agustín Lanusse.

## Perón y Lanusse

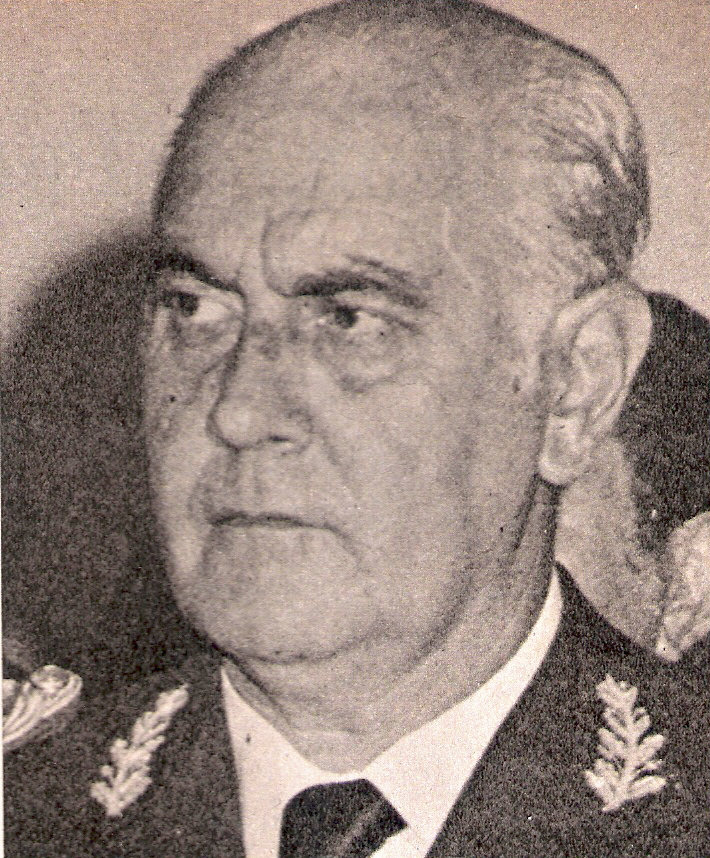
Alejandro Agustín Lanusse.

En marzo de 1971, Lanusse asumió personalmente el mando y a pedido de La Hora del Pueblo, nombró como ministro del Interior al radical Arturo Mor Roig, encargado de organizar la normalización de los partidos políticos y el llamado a elecciones. Tanto Lanusse como Mor Roig eran cerradamente antiperonistas, y buscaron alguna forma de gobierno de unidad que dejara afuera de la centralidad política al peronismo y a Perón; su proyecto fue titulado el Gran Acuerdo Nacional (GAN), y posiblemente Lanusse pretendía ser el candidato a presidente.
Perón impulsaba un movimiento de unidad nacional capaz de derrotar el GAN, basado en un acuerdo programático común de los partidos políticos, apoyado principalmente en el diálogo personal con su otrora enemigo, el líder radical Ricardo Balbín, y con el expresidente radical-desarrollista Arturo Frondizi, y socialmente en un "pacto social" entre el sindicalismo y el empresariado. Contaba con la lealtad de Rucci en la CGT y con la actuación de la guerrilla peronista, especialmente de Montoneros, a quienes había encomendado organizar la Juventud Peronista, además de los sectores políticos que siempre le habían respondido. 
Para intentar unificar su movimiento, publicó una ambiciosa Actualización política y doctrinaria para la toma del poder, que publicó en forma de libro, pero también difundió en forma de película documental, dirigida por Fernando Solanas y Octavio Getino, aunque ésta nunca fue estrenada oficialmente.
En septiembre de 1971, el general Lanusse ordenó la devolución del grado militar a Perón, el uso de uniforme y el pago de las pensiones militares adeudadas. También ordenó la devolución del cuerpo de Eva Perón en Puerta de Hierro. El cadáver embalsamado fue desenterrado de la tumba clandestina en Milán y trasladado a Madrid; según el doctor Ara, que lo había embalsamado casi veinte años antes, le faltaba un dedo que le había sido cortado intencionalmente y presentaba un leve aplastamiento de la nariz, pero estaba en buenas condiciones en general. Según otros testigos, estaba cubierto de tajos, y con partes casi desmembradas.
La devolución tuvo dos derivaciones inusuales. Por un lado, el giro macabro: según testigos, López Rega habría colocado el cadáver sobre una mesa en la residencia de Puerta de Hierro, y allí realizaba junto con Isabel sesiones de magia negra, con la intención de transferir la energía que en vida había tenido la segunda esposa de Perón a la tercera. Por otro lado, días antes de la devolución, Perón había recibido la visita de un exespía fascista reconvertido en dirigente masón, Licio Gelli, dirigente de la logia masónica anticomunista Propaganda Due (P2), vinculada a la CIA. Gelli se encontró algunas veces más con Perón en Puerta de Hierro y López Rega ingresó como miembro de la logia.
Ante el agravamiento de las acciones guerrilleras, que ya habían causado decenas de víctimas, la dictadura y los periodistas exigían que Perón condenara expresamente esos hechos; Perón se limitó a responder que «no he hecho ninguna declaración porque pienso que la violencia del pueblo responde a la violencia del Gobierno.»
En noviembre de 1971 Perón decidió publicar una revista que obrara como órgano oficial del Movimiento Nacional Justicialista. Llevó el nombre de Las Bases y fue dirigida por López Rega, asistido por su hija Norma y su yerno Raúl Alberto Lastiri. La revista tuvo dos etapas bien diferenciadas: una primera etapa hasta la renuncia de Cámpora en junio de 1973, caracterizada por un contenido "tercermundista" y promotor de peronismo como un "socialismo nacional" comprometido con la causa de la "liberación nacional"; y una segunda etapa que gira hacia la derecha y el "lopezrreguismo", reflejando el enfrentamiento con Montoneros, la JP y las demás organizaciones de "la Tendencia". Cada número incluía un artículo central escrito por Perón.

## "Luche y vuelve"
La campaña electoral comenzó con una pulseada entre Lanusse y Perón.
En febrero de 1972, tras una entrevista personal en Madrid con Frondizi, Perón anunció la formación de un frente que inicialmente se llamó Frente Cívico de Liberación Nacional (Frecilina), conformado por el Partido Justicialista, el Partido Conservador Popular, el Movimiento de Integración y Desarrollo de Frondizi y el Partido Popular Cristiano.
El 27 de julio Lanusse anunció por televisión que no podrían ser candidatos las personas que no estuvieran radicadas en la Argentina antes del 25 de agosto de 1972 y declaró públicamente que Perón era libre de volver al país y que si no lo hacía era por cobardía, utilizando la expresión "no le da el cuero".
Pocos días después, la Juventud Peronista le pide a Cámpora que analice con Perón la posibilidad de concretar su vuelta al país y hacer fracasar definitivamente el GAN. Perón envió a Buenos Aires como mensajero a López Rega, que llevó adelante algunas reuniones políticas. Repentinamente este mostró interés en la seguridad del líder y comenzó a organizar un grupo de guardaespaldas que protegiera tanto a Perón como a los sectores ortodoxos frente a la posible amenaza de los marxistas, tarea en la que fue asesorado por la embajada estadounidense en Madrid. Utilizando los mismos intermediarios que Perón, se puso en contacto con antiguos policías, militantes de la ortodoxia peronista dispuestos a usar la violencia, y posiblemente algunos grupos parapoliciales que habían comenzado muy gradualmente a actuar.

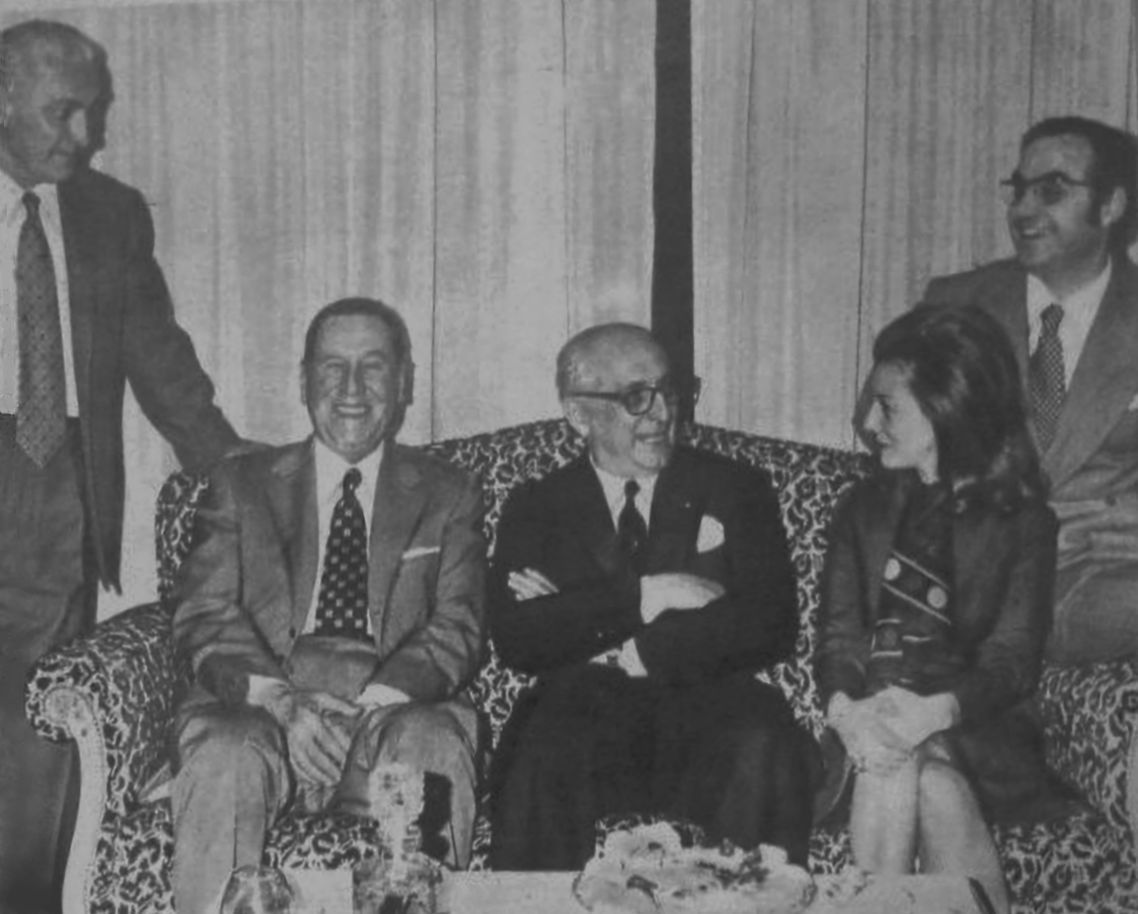
El ex-presidente Arturo Frondizi visita al también ex-presidente Juan Domingo Perón. En la foto, junto a Isabel Perón. 4 de abril de 1972. Revista "Así" (Argentina) número 826.

El 22 de agosto la Marina –opuesta al proyecto de Lanusse de llegar a un acuerdo con Perón– asesinó a 16 guerrilleros presos en la Masacre de Trelew. Dos días después, la Junta Militar reformó la Constitución, imponiendo entre otros cambios, la obligación de que el presidente fuera elegido por mayoría absoluta, lo que llevó a establecer un sistema de balotaje, con el fin de reducir las posibilidades de triunfo del peronismo y promover la victoria de una amplia coalición antiperonista.
En septiembre el movimiento sindical y el empresariado nacional, representados por la CGT y la CGE –esta última presidida por José Ber Gelbard, futuro ministro de Economía de Cámpora– acordaron un "Programa Conjunto": aumento de salarios para fortalecer el mercado interno, aumento del mínimo no imponible para no incluir a los salarios medios, prioridad de crédito para las pequeñas y medianas empresas, régimen de promoción industrial en las provincias del "interior", reducción de las tasas de interés, gestión estatal del comercio exterior, control de precios. Estos acuerdos constituyeron el corazón de la política económica que Gelbard llevaría adelante como ministro entre 1973 y 1974.
A fines de septiembre Perón nombró a Juan Manuel Abal Medina como secretario general del Movimiento Nacional Justicialista con la misión de dirigir el Operativo Retorno, y en octubre de 1972 designó como delegado personal a Héctor J. Cámpora en reemplazo de Paladino.
Con el nombramiento de Abal Medina como secretario general y la presencia de Cámpora como delegado personal de Perón en la Argentina, se organizó un Consejo Provisorio del peronismo, con representantes de todas las ramas. Allí la Juventud Peronista lanzó la consigna "Luche y vuelve", que alcanzaría una enorme adhesión popular.

## El primer regreso

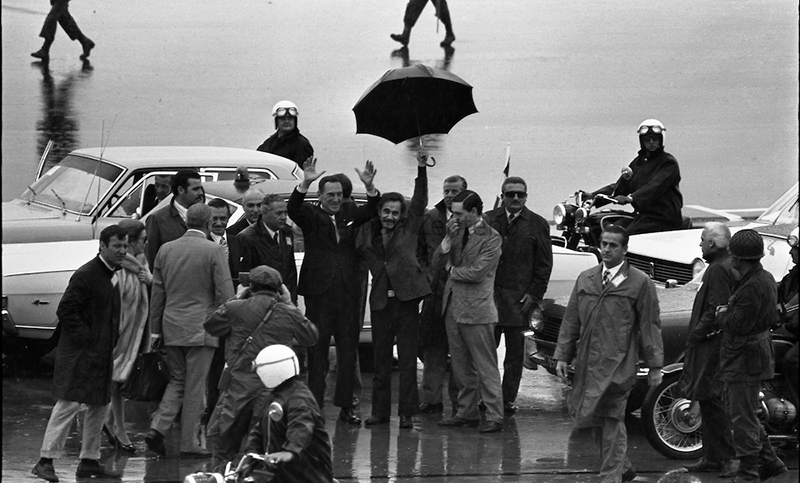
17 de noviembre de 1972: Perón en Ezeiza, recién llegado del exilio. José Ignacio Rucci lo protege con su paraguas.

El centro de operaciones para organizar el regreso se instaló en el edificio de la CGT pero, salvo Rucci, la mayor parte del sindicalismo peronista ortodoxo no participó de la Operación Retorno, recayendo principalmente sobre la Juventud Peronista y las organizaciones guerrilleras FAR, Montoneros y FAP. La campaña por el retorno de Perón le permitió a la generación juvenil que venía resistiendo a la dictadura mediante movilizaciones y puebladas como el Cordobazo, organizarse como uno de los principales actores políticos, pocos meses antes de que se realizaran las elecciones para restablecer el sistema democrático.
Abal Medina tomó contacto con varios sectores de las Fuerzas Armadas con el fin de negociar que el avión no fuera derribado, o que el propio Perón no fuera detenido o asesinado al volver. Por entonces considerables sectores de las Fuerzas Armadas aceptaban ya que el retorno de Perón era indispensable para salir de la situación de inestabilidad y empate político que paralizaba al país desde su derrocamiento. Acordó también con las organizaciones guerrilleras y políticas opuestas a la dictadura, que no aprovecharían el retorno de Perón para organizar un levantamiento que derrocara a Lanusse.
También fue un actor importante en el regreso de Perón la logia masónica Propaganda Due (P2) liderada por Licio Gelli, muy vinculada al Vaticano y la CIA estadounidense, con una agenda central de lucha contra el comunismo en el marco de la Guerra Fría. Entre los miembros de la logia que desempeñarían funciones claves en Argentina en los años siguientes, se encontraban José López Rega, el almirante Emilio Massera, el nuncio Pío Laghi, el general Guillermo Suárez Mason, Raúl Lastiri y Alberto Vignes.
El 7 de noviembre de 1972 Perón publicó una solicitada anunciando que, teniendo en cuenta que la dictadura había reconocido públicamente que no había causas contra él, había decidido volver a la Argentina el 17 de noviembre.

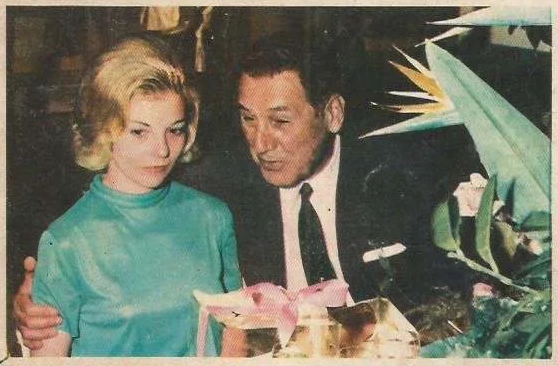
Perón con su esposa Isabel, en foto publicada por la revista "Las Bases" en el año 1972.

A mediados de noviembre, los enviados de Perón alquilaron un avión Boeing 707 de Alitalia. Un grupo de 153 peronistas se trasladaron a Roma en el mismo avión en que viajaría Perón de regreso a la Argentina. Había artistas, curas, dirigentes políticos, sindicalistas, jóvenes de la izquierda peronista y peronistas ortodoxos. Entre las figuras más importantes que hacían presencia se encontraban a Héctor J. Cámpora,  Raúl Lastiri, María Estela Martínez de Perón, Carlos Menem, Carlos Múgica, Antonio Cafiero, Hugo Del Carril, entre otras grandes figuras celebres de la época. Perón se trasladó también a Roma y de allí partió hacia su país. El 17 de noviembre, en medio de una lluvia torrencial, Perón desembarcó en el Aeropuerto Internacional de Ezeiza. La dictadura buscó impedir que la población asistiera a manifestar su apoyo. El Ejército movilizó miles de soldados para custodiar Ezeiza y sus alrededores y las decenas de miles de manifestantes que intentaron llegar al aeropuerto protagonizaron enfrentamientos con los militares, que usaron gases lacrimógenos y tiros al aire, pero no hubo un solo muerto.
En la pista de aterrizaje Perón fue recibido por Rucci y por Juan Manuel Abal Medina. Entre las 300 personas que lo esperaban, la numerosa comitiva y los muchos periodistas, fue suficiente para enmarcar una fecha histórica.
Su primera noche la pasó en el hotel del aeropuerto; al día siguiente fue autorizado a trasladarse a su nueva casa de la calle Gaspar Campos, en el partido de Vicente López, muy cerca de la Capital, y más cerca aún de la residencia presidencial de Olivos. Miles de peronistas comenzaron a llegar hasta la casa, y Perón se asomaba periódicamente para decir breves palabras, saludar y agradecer las ovaciones recibidas. Allí Perón recibió numerosas visitas y se entrevistó con José Ber Gelbard, un extraño empresario nacido en Polonia que presidía una pequeña organización de empresas industriales, con quien fijó las líneas generales del plan económico que debía llevar el próximo gobierno peronista.

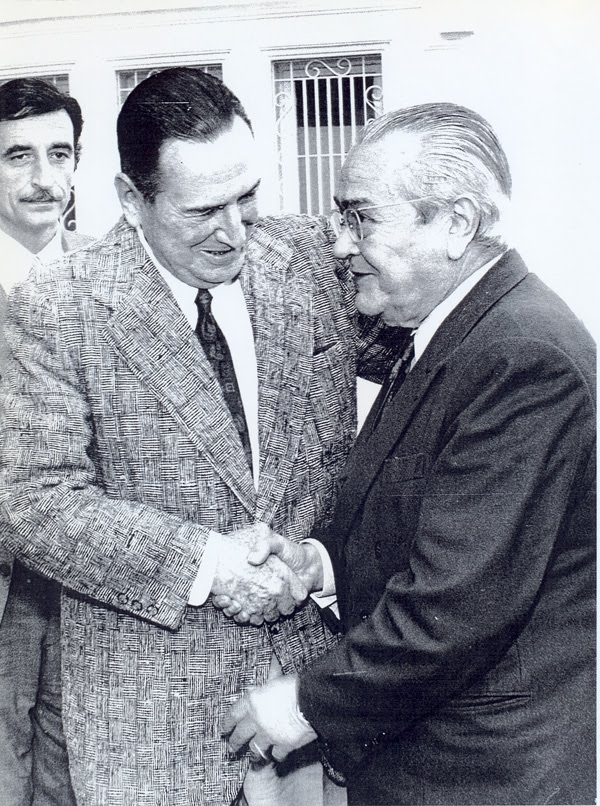
El histórico abrazo entre Perón y Balbín en la puerta de la casa de Gaspar Campos.

El 20 de noviembre se reunió con los líderes de todos los partidos que habían participado en el GAN y los que formaban el Frecilina; se habló de los problemas nacionales, pero no se llegó a ningún acuerdo. También tuvo lugar el famoso encuentro con Balbín, su antiguo enemigo, con quien se fotografiaron abrazados y sonrientes. Durante esa reunión, Perón y Balbín acordaron intentar un frente peronista-radical que levantara la candidatura de Perón-Balbín, pero la negativa de Lanusse lo impidió. Por otro lado, la UCR ya había decidido realizar elecciones internas, de las que surgiría la candidatura de Balbín.
También el 7 de diciembre, a propuesta de Perón, se firmó un documento llamado Coincidencias Programáticas del Plenario de Organizaciones Sociales y Partidos Políticos, que llevaba la firma de Perón y de los dirigentes de la gran mayoría de los partidos políticos –excepto por las dos candidaturas surgidas de la dictadura– la CGT y el empresariado nacional, a través de la Confederación General Económica (CGE) y la Federación Agraria Argentina (FAA). Este acuerdo fue la base del Pacto Social de 1973, que sería el eje de gobierno democrático hasta la muerte de Perón en 1974.
No hubo tiempo para mucho más: Perón decidió marcharse hacia el Paraguay el 14 de diciembre.
A fines de noviembre, Perón había anunciado que las ramas del Movimiento Nacional Justicialista ahora serían cuatro: política, sindical, femenina y juvenil. Por consiguiente, los cargos en las listas para las elecciones legislativas deberían respetar en lo posible un cupo del 25% para cada rama. Pocos días más tarde, los partidos que habían formado la Asamblea de la Unidad Nacional cambiaron su nombre, para presentar sus candidaturas con el nombre de Frente Justicialista de Liberación (Frejuli). Se inició en ese momento la discusión por las candidaturas a presidente, decisión que quedó exclusivamente en manos de Perón: este descartó la de Jorge Taiana por sus vínculos con la embajada estadounidense, la de Antonio Cafiero por sus conversaciones privadas con Lanusse y la de Antonio Juan Benítez, antes de decidirse por Héctor J. Cámpora, expresidente de la Cámara de Diputados, de antecedentes ortodoxos pero con muy buen diálogo con la tendencia y atractivo para la Juventud. Horas antes de abandonar nuevamente la Argentina, aunque esta vez por su propia voluntad, Perón le informó a Abal Medina que su candidato a presidente era Cámpora. Al día siguiente el Congreso Nacional del Partido Justicialista oficializó la candidatura presidencial de Cámpora, pese a la oposición de la rama sindical liderada por el vandorista Rogelio Coria, que se negó a apoyar la candidatura de Cámpora si no había una declaración escrita de Perón en ese sentido. Pocos días después Coria fue destituido de todos sus cargos. El Congreso dispuso también confirmar como candidato a vicepresidente al histórico dirigente conservador Vicente Solano Lima, quien se destacara como uno de los líderes antiperonistas durante el primer peronismo. Los concurrentes corearon el cántico que se repetiría durante toda la campaña electoral: «Cámpora al gobierno, Perón al poder.»
Perón viajó a Asunción, donde conferenció brevemente con Stroessner, y a Lima (Perú), donde se reunió con el dictador populista Juan Velasco Alvarado. En una conferencia de prensa en Lima se manifestó contrario a la violencia revolucionaria, y añadió: «Soy un general pacifista, algo así como un león herbívoro.» Después regresó a Madrid. En los primeros días de enero de 1973 hizo un viaje de cuatro días a Rumania, donde fue recibido por el dictador comunista Nicolae Ceaușescu, antes de regresar a Madrid. Tras algunas declaraciones injuriosas contra los militares que respaldaban a Lanusse, este le prohibió la entrada a la Argentina hasta después de las elecciones: aunque brevemente, Perón volvió a estar exiliado.
Si bien durante la campaña electoral las organizaciones bajo la dirección de Montoneros, conocidas como la Tendencia Revolucionaria, o simplemente "la Tendencia", se convirtieron en las más numerosas y organizadas del peronismo, junto a las organizaciones sindicales, existían también algunos grupos peronistas "ortodoxos", considerados a la derecha de la Tendencia, y en parte enfrentados a ella: el Comando de Organización dirigido por Alberto Brito Lima; el Comando Tecnológico Peronista fundado por Julián Licastro y José Luis Fernández Valoni; también tuvieron figuración Guardia de Hierro, y el Frente Estudiantil Nacional (FEN); este último grupo pertenecía a otro mayor, llamado Concentración Nacional Universitaria, que viraría hacia la extrema derecha, aunque en esta época aún incluía grupos de izquierda.
Los candidatos locales del peronismo fueron elegidos, con pocas excepciones, en congresos partidarios locales; la más notable excepción fue la provincia de Buenos Aires, donde Perón rechazó la candidatura de Manuel de Anchorena y avaló la de Oscar Bidegain.

## "Cámpora al gobierno, Perón al poder"
El 11 de marzo de 1973, Cámpora obtuvo el 49,6% de los votos, lo cual hubiera obligado a una segunda vuelta con Balbín; pero este, que había obtenido solamente el 21,3%, renunció a la segunda vuelta. La inhabilitación de Perón como candidato produjo una seria anomalía política, debido a que la persona que encarnaba la mayor representatividad y la posibilidad de encaminar los graves enfrentamientos internos y externos que amenazaban la estabilidad del país quedaba fuera del gobierno, constituyendo una fuente adicional de enfrentamiento y desestabilización.
Perón permaneció en Madrid, desde donde envió a su esposa y a López Rega a una gira por China y Corea del Norte, mientras él se reunía con el presidente mexicano Luis Echeverría Álvarez y representantes de Vietnam del Norte. Cámpora viajó a Madrid a conferenciar con Perón, y tuvieron una reunión con Franco antes de que el presidente electo regresara a Buenos Aires.
Obtenido el triunfo electoral, Perón le concedió una gran importancia a definir el papel que Montoneros iba a jugar dentro de la institucionalidad democrática. En abril, antes de que el nuevo gobierno constitucional asumiera el poder el 25 de mayo de 1973, Perón mantuvo una serie de reuniones en Roma y Madrid, con Firmenich, Perdía y Quieto, los dos primeros por Montoneros y el tercero por las FAR.
Tanto Perdía como Amorín han detallado esas reuniones. Perón, que había visto la masificación que venía experimentando Montoneros, sobre todo entre la juventud, imaginaba un "trasvasamiento" gradual del poder, con un período inicial de cuatro años durante el cual Montoneros "aprendiera a gobernar" y consolidara su representatividad social y su capacidad de organización popular, tomando a su cargo las políticas sociales y asumiendo responsabilidades de gobierno progresivamente. Personalmente intercedió ante Oscar Bidegain, flamante gobernador electo de la provincia de Buenos Aires, donde se concentraba el 40% de la población del país, para que incorporara varios dirigentes montoneros en su equipo de gobierno y así pudieran ir aprendiendo el arte de la administración pública.
El plan de Perón era que Montoneros dejara de ser una organización armada, para asumir la gestión del Ministerio de Bienestar Social:

[Perón] nos ofrecía, como Organización, hacernos cargo del trabajo social (léase, el Ministerio de Bienestar Social el cual, ante nuestro rechazo, quedó en manos de López Rega) para construir organización popular lo cual, sin dificultad alguna, se interpreta como organización política. Trabajo social: construir barrios populares, armar cooperativas, desde abajo impulsar cultura, llegar hasta el último rincón del país y organizar a su gente. Esto, que constituye la mayor ambición de cualquier corriente política en el seno de una gestión gubernamental políticamente heterogénea, significaba, nada más ni nada menos, que fortalecer el crecimiento de nuestra Organización en las bases peronistas y, con ello, darnos una auténtica posibilidad de lograr, en cuatro años, la hegemonía política del movimiento peronista. Nos heredaba el movimiento, nos ofrecía el futuro porque, digámoslo de una buena vez, el presente era él, el propio Perón.
José Amorín

La conducción de Montoneros y FAR no aceptó el rol institucional que Perón les ofrecía y ante la negativa el Ministerio quedó en manos de José López Rega. Montoneros decidió suspender la lucha armada a partir del momento en que asumiera un gobierno democrático pero no se desarmó, porque consideraba que el riesgo de un nuevo golpe de Estado y la instalación de una nueva dictadura era altamente probable.
A fines de abril, el presidente electo recibió una delegación de la Juventud Peronista que le presentaron una serie de medidas que para aplicar desde el principio de su mandato; una de ellas, en particular, era terriblemente imprudente, ya que pedía la formación de una "milicia de la juventud", que alarmó enormemente al Ejército. Cámpora se comunicó de inmediato con Perón, que convocó a Galimberti y a Abal Medina de urgencia a Madrid. Allí formó un "tribunal" que amonestó severamente a ambos por provocar al Ejército antes de la asunción y expulsó a Galimberti del Consejo Nacional Justicialista; Galimberti pasó a ser un oficial menor de Montoneros, mientras que Abal Medina regresó a Buenos Aires conservando su cargo, pero con su autoridad disminuida.
Cámpora asumió la presidencia el 25 de mayo, sin la presencia de Perón. Su gabinete estaba compuesto por cinco de los ocho ministros nombrados por Perón: el empresario José Ber Gelbard, su médico personal Jorge Alberto Taiana, Antonio J. Benítez, Ángel Federico Robledo y José López Rega. Este último logró el nombramiento de su yerno Raúl Lastiri como presidente de la Cámara de Diputados. 
El ERP se negó a deponer las armas y continuó produciendo atentados; Montoneros declaró una tregua, pero no entregó las armas y continuó teniendo una febril actividad política. Con la intención de mantenerlos ocupados y de permitir a los sindicalistas desarrollar una acción gremial sin interferencias, Perón ordenó entregar la Universidad de Buenos Aires a Montoneros, asumiendo como rector Rodolfo Puiggrós y vicerrector Ernesto Villanueva.
El plan económico del ministro Gelbard, y que este había acordado con Perón, se basaba en un inmediato aumento de sueldos en busca de desarrollar el mercado interno y un Pacto Social que fue firmado a principios de junio, por el cual los sindicatos se comprometieron a no pedir mejoras salariales durante dos años, mientras las empresas se comprometieron a no aumentar los precios por el mismo lapso. Adicionalmente, se promovían las exportaciones a los países comunistas, en particular a China, la Unión Soviética y Cuba. En un principio, el plan tuvo como efecto un espectacular aumento de las exportaciones, la producción y la inversión pública y privada.

## Regreso definitivo
Durante el mes de mayo se presentaron serias complicaciones de salud para Perón: fue nuevamente intervenido para retirarle varios papilomas y se descubrió que hacia fines de 1972 habría sufrido un preinfarto que no había sido diagnosticado ni tratado; no parecía que hubiera riesgo inmediato para su salud, pero la situación era preocupante para un hombre de 77 años. De modo que pronto se anunció que regresaría a la Argentina el 20 de junio.
El 15 de junio, Cámpora viajó a Madrid, donde fue recibido protocolarmente por Franco. Perón permaneció en Puerta de Hierro, donde conferenció con el presidente. La noche del día 19 se embarcó en el aeropuerto de Barajas, hasta donde fue a despedirlo el generalísimo Franco.

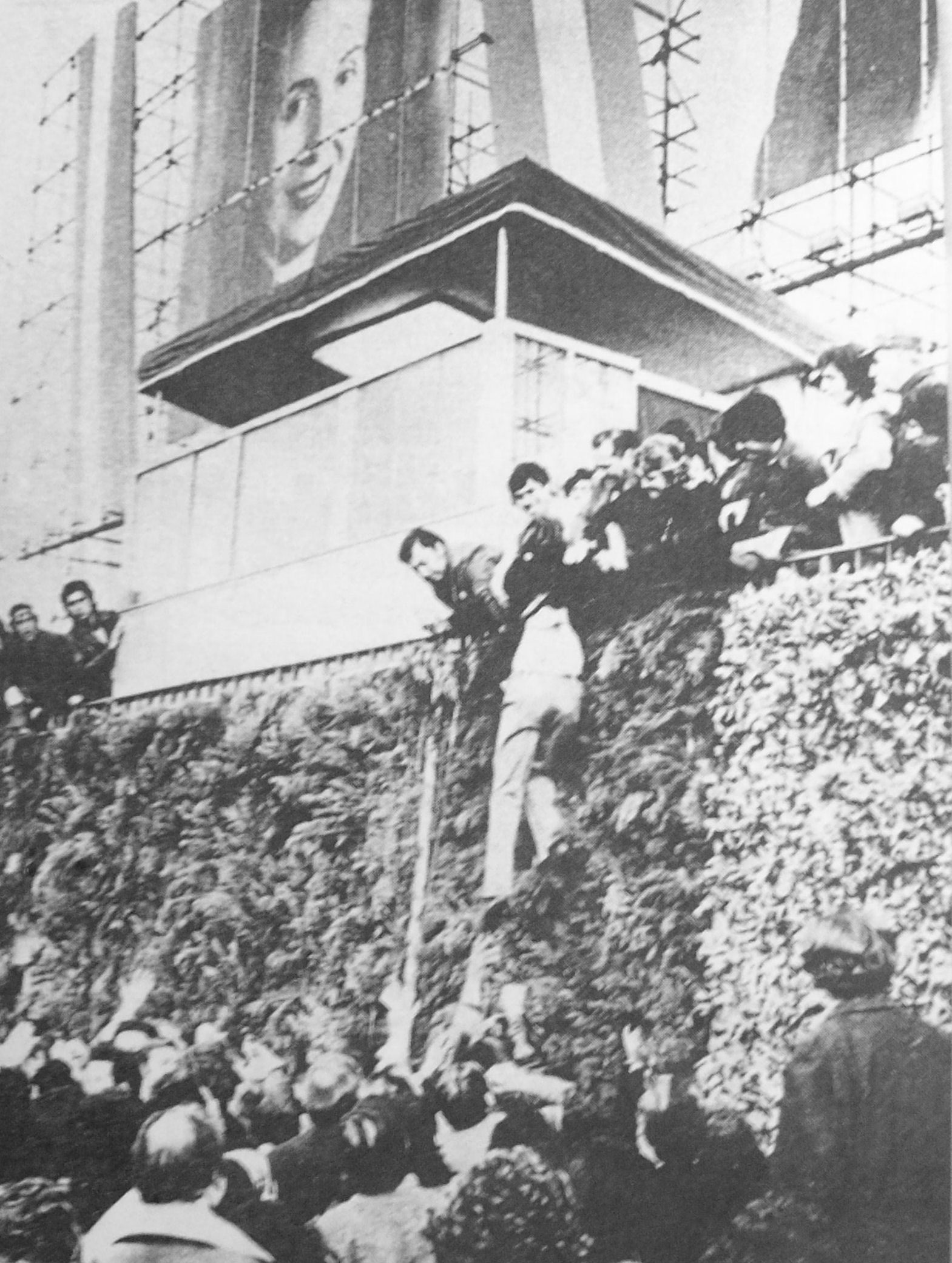
Palco desde donde se disparó a los manifestantes durante la masacre de Ezeiza

La Juventud Peronista y los sindicalistas, cada uno por su lado, organizaron una manifestación gigantesca para recibir a Perón; el lugar donde se instalaría el palco sería en el cruce de la autopista Ricchieri con la ruta 205, a 3 kilómetros del aeropuerto de Ezeiza. Era un espacio parquizado, muy amplio, ideal para una gran congregación que reuniría más de un millón de personas; pero pronto comenzaron los forcejeos entre sindicalistas y montoneros para ocupar los lugares más cercanos al palco. La organización, a cargo de Rucci, Abal Medina, Norma Kennedy, el coronel Juan Manuel Osinde y el sindicalista Lorenzo Miguel, fracasó por completo. Grupos armados, como unos 2000 hombres del Comando de Organización, ocuparon las inmediaciones del palco y luego el palco mismo, además de otras posiciones estratégicas. Posiblemente algunos montoneros hayan estado armados, pero la mayoría de los sindicalistas y manifestantes esperaban una manifestación en paz. Cuando los montoneros intentaron acercarse a la fuerza al palco, fueron repelidos a tiros; una cacería feroz provocó una enorme desbandada. El saldo final serían trece muertos y más de trescientos heridos: la masacre de Ezeiza.
Solano Lima, el vicepresidente en ejercicio de la Presidencia, ordenó que el avión se dirigiera al aeropuerto de Morón, comunicó su decisión a Cámpora y partió en helicóptero a recibirlo; Perón nunca pudo pasar por Ezeiza, y a media tarde ya estaba en su casa de la calle Gaspar Campos. No volvería a dejar el territorio argentino. 
Tres semanas después Cámpora y Solano Lima renunciaron, y Raúl Lastiri –yerno de López Rega y, como él, miembro la logia ultraderechista Propaganda Due–, presidente de la Cámara de Diputados asumió interinamente la Presidencia y convocó a nuevas elecciones presidenciales en las cuales Perón pudo presentar su candidatura. Realizadas en septiembre de 1973, obtuvo más del 60% de los votos. El 12 de octubre asumió por tercera vez la Presidencia, acompañado por su esposa como vicepresidenta, aún cuando su intención era concretar una fórmula de unidad nacional con Balbín, capaz de estabilizar el país en caso de que se produjera su muerte, algo que sabía era altamente probable. 1 de julio de 1974 falleció en la residencia presidencial de Olivos de un paro cardíaco. Su esposa lo sucedió en el mando pero, en medio de una virtual guerra civil en que participaban de un lado el ERP y Montoneros, y del otro las Fuerzas Armadas y la Triple A de López Rega, terminó por ser derrocada en marzo de 1976 por la dictadura más sanguinaria que haya conocido la Argentina.